# Liste der Tomatensorten/R
Erläuterungen und Quellen: Siehe Hauptartikel!
| Tomatensorte                                                                        | Bild | Beschreibung | Quellen                                           |
| ----------------------------------------------------------------------------------- | ---- | --- | ------------------------------------------------- |
| R 016                                                                               |      | Züchter: Vilmorin S.A. | j                                                 |
| R 1 B                                                                               |      | Züchter: Vilmorin S.A. | j, o                                              |
| R 1614                                                                              |      | Züchter: Kedar, N. | j, o                                              |
| R 1906                                                                              |      | | j                                                 |
| R 234                                                                               |      | | j                                                 |
| R 248                                                                               |      | | j, o                                              |
| R 255                                                                               |      | | j, o                                              |
| R 259 T                                                                             |      | | j, o                                              |
| R 284                                                                               |      | | j                                                 |
| R 440                                                                               |      | | j, o                                              |
| R 449                                                                               |      | | j, o                                              |
| R 458                                                                               |      | | j, o                                              |
| R 460                                                                               |      | | j, o                                              |
| R 467                                                                               |      | | j, o                                              |
| R 495                                                                               |      | | j, o                                              |
| Rabea                                                                               |      | | j                                                 |
| Rabideau                                                                            |      | | c, d                                              |
| Rachel                                                                              |      | Züchter: Hazera Genetics Ltd (Il) | j                                                 |
| Raci 53                                                                             |      | | j                                                 |
| Raci 87                                                                             |      | | j                                                 |
| Racibal                                                                             |      | Züchter: Hort Seed Mediterrani, S.L | j, o                                              |
| Racina                                                                              |      | | j                                                 |
| Rada                                                                                |      | | g, h                                              |
| Radames                                                                             |      | Züchter: Cora Seeds S.R.L. | j                                                 |
| Radana                                                                              |      | | c, d, j, o                                        |
| Radar                                                                               |      | Züchter: Takii & Co. Ltd. | j, o                                              |
| Radaubruder                                                                         |      | | c, e, f, g, h                                     |
| Radek                                                                               |      | Züchter: Plantico Hodowla I Nasiennictwo Ogrodnicze Zielonki Sp. Z O.O. | j                                                 |
| Raden                                                                               |      | | j                                                 |
| Radiant                                                                             |      | | j                                                 |
| Radiator Charlie                                                                    |      | | c                                                 |
| Radiator Charlie's Mortgage Lifter                                                  |      | | c, d, k                                           |
| Radikal                                                                             |      | Züchter: Gavrish Sergej Fedorovich, Morev Viktor Vasilievich, Amcheslavskaya Elena Valentinovna, Volok Olga Anatolievna, Gavrish Fedor Sergeevich, Nesterovich Arkadij Nikolaevich | j, o                                              |
| Radinie Meita                                                                       |      | | c, m                                              |
| Radinilee                                                                           |      | | c, d                                              |
| Radio                                                                               |      | | c, g, h                                           |
| Radioso                                                                             |      | Züchter: Hm Clause Sa (Fr) | j, o                                              |
| Raditon                                                                             |      | Züchter: Syngenta Seeds B.V. | j, o                                              |
| Radius                                                                              |      | Züchter: Isi Sementi Spa | j                                                 |
| Radja                                                                               |      | | j                                                 |
| Radka                                                                               |      | | j                                                 |
| Radogost                                                                            |      | Züchter: Gavrish Sergej Fedorovich, Morev Viktor Vasilievich, Amcheslavskaya Elena Valentinovna, Volok Olga Anatolievna, Korol Valentin Grigorievich | j                                                 |
| Radonezh                                                                            |      | Züchter: Gavrish Sergej Fedorovich, Morev Viktor Vasilievich, Amcheslavskaya Elena Valentinovna, Volok Olga Anatolievna | j, o                                              |
| Radosa                                                                              |      | | j                                                 |
| Radostnyj                                                                           |      | Züchter: Ognev Valerij Vladimirovich, Maksimov Sergej Vasilievich, Klimenko Nikolaj Nikolaevich, Kostenko Aleksandr Nikolaevich | j                                                 |
| Raduga                                                                              |      | Züchter: Avdeev Yurij Ivanovich, Kigashpaeva Olga Petrovna, Ivanova Lyudmila Mihajlovna, Avdeev Andrej Yurievich | j                                                 |
| Radunitsa                                                                           |      | Züchter: Dederko Vladimir Nikolaevich, Postnikova Olga Valentinovna | c, d, j                                           |
| Raduzhnaya Vdova                                                                    |      | Züchter: Kondratieva Irina Yurievna, Kandoba Elena Evgenievna, L'Vova Alina Yurievna, Ahmedova Bade Abdulovna | j                                                 |
| Raf                                                                                 |      | Züchter: Clause Semences Sa (Fr) | d, e, g, j, k                                     |
| Rafaela                                                                             |      | Züchter: Hazera Genetics Ltd (Il)/Yissum Research Dev Of The Hebrew University Of Jerusalem (Il) | j                                                 |
| Rafal                                                                               |      | Züchter: Szkola Glowna Gospodarstwa Wiejskiego | j                                                 |
| Rafati                                                                              |      | Züchter: Gautier Semences Sas (Fr) | j                                                 |
| Rafaty                                                                              |      | Züchter: Gautier Semences Sas (Fr) | j                                                 |
| Rafel                                                                               |      | Züchter: Petoseed Co.Inc. | j, o                                              |
| Raferty                                                                             |      | Züchter: Syngenta Seeds B.V. | j, o                                              |
| Raffaello                                                                           |      | | j                                                 |
| Rafito                                                                              |      | | j                                                 |
| Rafter                                                                              |      | Züchter: Syngenta Seeds B.V. | j, o                                              |
| Ragbi                                                                               |      | Züchter: Hristina Georgieva, Chavdar Georgiev | j                                                 |
| Raggio                                                                              |      | | j, o                                              |
| Ragnar                                                                              |      | | j, o                                              |
| Rahdi                                                                               |      | Züchter: Syngenta Seeds B.V. | j                                                 |
| Rahul                                                                               |      | | j                                                 |
| Raibais Kekars                                                                      |      | | c, e                                              |
| Raider                                                                              |      | Züchter: Meridiem Seeds, I | j                                                 |
| Rainbow                                                                             |      | Reifezeit: 82 Tage. | g, h, i (31. August 2016), j, n                   |
| Rainbow Bicolor                                                                     |      | | c, d, e, m                                        |
| Rainbow Bicolor Cherry                                                              |      | | g, h                                              |
| Rainbow Cherry                                                                      |      | | c, d                                              |
| Rainbow Siberian                                                                    |      | | c                                                 |
| Rainey's Maltese                                                                    |      | | c, d                                              |
| Raisin                                                                              |      | Züchter: Domaine Public (Fr) | j                                                 |
| Raisin Vert                                                                         |      | | c, d                                              |
| Raiskje Svechi                                                                      |      | | f                                                 |
| Raiskoje Naslazhdenije                                                              |      | | c                                                 |
| Raissa                                                                              |      | | o                                                 |
| Raïssa                                                                              |      | Züchter: S&G Seeds B. V. (Nl) | j                                                 |
| Rajce Tyck Hroznove                                                                 |      | | c, m                                              |
| Rajce Tyck Tygrovane                                                                |      | | n                                                 |
| Rajce Tygrované                                                                     |      | | c, m                                              |
| Rajka                                                                               |      | | j                                                 |
| Rajölek                                                                             |      | | c, d                                              |
| Rajskaya Konfetka                                                                   |      | Züchter: Lukiyanenko Anatolij Nikitovich, Dubinin Sergej Vladimirovich, Dubinina Irina Nikolaevna | j                                                 |
| Rajskoe Naslazhdenie                                                                |      | Züchter: Guseva Lyudmila Ivanovna, Nikulaesh Mihail Dmitrievich | j                                                 |
| Rajskoe Yablochko                                                                   |      | Züchter: Lukiyanenko Anatolij Nikitovich, Dubinin Sergej Vladimirovich, Dubinina Irina Nikolaevna | j                                                 |
| Rajskoe Yabloko                                                                     |      | Züchter: Gavrish Sergej Fedorovich, Morev Viktor Vasilievich, Amcheslavskaya Elena Valentinovna, Degovtsova Tatiyana Vladimirovna, Volok Olga Anatolievna, Artemieva Galina Mihajlovna, Redichkina Tatiyana Aleksandrovna                                                                                        | j                                                 |
| Rakata                                                                              |      | | j                                                 |
| Raketa                                                                              |      | | c, g, h, j                                        |
| Rakete                                                                              |      | | c                                                 |
| Rakuna First                                                                        |      | Züchter: Ito Katsumi, Takase Naoaki, Sakurai Yozo, Aoyagi Mitsuaki, Sakamori Masahiro, Sugahara Shinji | j, o                                              |
| Rakuyutaka                                                                          |      | Züchter: Yanokuchi Yukio, Okamoto Kiyoshi, Murayama Satoshi, Motoki Satoru | j, o                                              |
| Ralli                                                                               |      | Züchter: Ensa Zaden Beheer B.V., P.O. Box 7, 1600 Aa Enkhuizen, Haling 1, 1602 Db Enkhuizen, The Netherlands | j, o                                              |
| Rally                                                                               |      | Züchter: Enza Zaden (Nl) | j, o                                              |
| Rally F1                                                                            |      | Züchter: Enza Zaden | j, k                                              |
| Ralph                                                                               |      | Züchter: Vilmorin S.A. | j, o                                              |
| Raluca                                                                              |      | Züchter: Agrosel S.R.L. | e, j                                              |
| Rama                                                                                |      | | j                                                 |
| Rama Mallorca                                                                       |      | | d                                                 |
| Ramada                                                                              |      | Züchter: De Ruiter Seeds | j                                                 |
| Ramades                                                                             |      | Züchter: Cora Seeds S.R.L. | j                                                 |
| Ramagran                                                                            |      | Züchter: Rijk Zwaan Zaadteelt En Zaadhandel B.V. | j, o                                              |
| Ramandy                                                                             |      | Züchter: Zeta Seeds, S.L. | j, o                                              |
| Ramapo                                                                              |      | | d                                                 |
| Ramapo F1                                                                           |      | | c, d                                              |
| Ramatom                                                                             |      | | j                                                 |
| Ramax                                                                               |      | | j                                                 |
| Rambinik                                                                            |      | | f                                                 |
| Rambla                                                                              |      | | j                                                 |
| Rambling Gold Stripe F1                                                             |      | | c, d                                              |
| Rambling Red Stripe                                                                 |      | | c                                                 |
| Rambling Red Stripe F1                                                              |      | | d, f                                              |
| Rambo                                                                               |      | | j                                                 |
| Rambozo                                                                             |      | Züchter: Clause Polska Sp. Z O.O. | j                                                 |
| Ramdy                                                                               |      | Züchter: Zeta Seeds, S.L. | j                                                 |
| Ramenskij                                                                           |      | Züchter: Bekov Rustam Hizrievich, Maksimov Sergej Vasilievich, Kostenko Aleksandr Nikolaevich, Sergeev Vladimir Valerievich | j                                                 |
| Ramez                                                                               |      | | c, d                                              |
| Ramillete                                                                           |      | | e, g, h                                           |
| Ramillete De Mallorca                                                               |      | | d                                                 |
| Ramillette De Mallorca                                                              |      | | c                                                 |
| Ramino                                                                              |      | Züchter: Sativa Seeds & Services S.R.L. | j                                                 |
| Ramito                                                                              |      | Züchter: Hazera Genetics | j, o                                              |
| Ramito De Dulce                                                                     |      | | c, d                                              |
| Ramito Dorado                                                                       |      | | c, d                                              |
| Ramon                                                                               |      | Züchter: Les Graines Caillard Sa (Fr) | j                                                 |
| Ramonta                                                                             |      | | j                                                 |
| Ramos                                                                               |      | Züchter: Capital Genetic Ebt, S.L. | j                                                 |
| Ramosissima                                                                         |      | | g, h                                              |
| Rampart                                                                             |      | | j                                                 |
| Ramper                                                                              |      | Züchter: Zeta Seeds, S.L. | j, o                                              |
| Ramsay                                                                              |      | Züchter: Campbell Soup Company, Campbell Institute For Research And Technology | j, o                                              |
| Ramses                                                                              |      | Züchter: Isi Sementi Spa | j                                                 |
| Ramy                                                                                |      | Züchter: Les Graines Caillard Sa (Fr) | j                                                 |
| Ramyle                                                                              |      | Züchter: Rijk Zwaan Zaadteelt En Zaadhandel B.V. | j                                                 |
| Ramywin                                                                             |      | Züchter: Rijk Zwaan Zaadteelt En Zaadhandel B.V. | j, o                                              |
| Ramzaj                                                                              |      | Züchter: Ignatova Svetlana Ilyinichna, Gorshkova Nina Sergeevna | j                                                 |
| Ramzes                                                                              |      | Züchter: Ignatova Svetlana Ilyinichna, Gorshkova Nina Sergeevna, Tereshonkova Tatiyana Arkadievna | j                                                 |
| Rana 37                                                                             |      | | j                                                 |
| Ranch                                                                               |      | | j                                                 |
| Ranchera                                                                            |      | Züchter: P.Breed.Int.Cambridge | j, o                                              |
| Rancho Solito                                                                       |      | | c, d, e                                           |
| Ranco                                                                               |      | | j                                                 |
| Randah                                                                              |      | Züchter: Enza Zaden Beheer B.V. | j                                                 |
| Rando                                                                               |      | Züchter: C.R.A. - Centro Di Ricerca Per L'Orticoltura (Pontecagnano, Sa) | j                                                 |
| Randy                                                                               |      | Züchter: Peotec Seeds Srl | j, o                                              |
| Randy's Brandy                                                                      |      | | c, d                                              |
| Randy's Cherry Bomb                                                                 |      | | c, d                                              |
| Raneem                                                                              |      | | j                                                 |
| Ranetochka                                                                          |      | Züchter: Farber Vladimir Vladimirovich, Smirnova Elena Anatolievna | j                                                 |
| Ranger                                                                              |      | | j                                                 |
| Ranger F1                                                                           |      | | c, d                                              |
| Rangoon                                                                             |      | | j                                                 |
| Ranieri                                                                             |      | Züchter: S.A.I.S. Societá Agricola Italiana Sementi | j                                                 |
| Raniero                                                                             |      | Züchter: Cora Seeds S.R.L. | j                                                 |
| Ranificano                                                                          |      | | g, h                                              |
| Ranitsa                                                                             |      | Züchter: Respublikanskoe Nauchno Proizvodstvennoe Dochernee, Unitarnoe Predpriiatie Institut Ovoshchevodstva, 220028, G.Minsk, Ul.Maiakovskogo, 127A, Belarus | j, o                                              |
| Ranktomate Von Carnika                                                              |      | | n                                                 |
| Rannij                                                                              |      | | c, d, g, h                                        |
| Rannij 310                                                                          |      | Züchter: Respublikanskoe Nauchno Proizvodstvennoe Dochernee, Unitarnoe Predpriiatie Institut Ovoshchevodstva, 220028, G.Minsk, Ul.Maiakovskogo, 127A, Belarus | j, o                                              |
| Rannij 83                                                                           |      | Züchter: Karbinskaya Elizaveta Naumovna, Zaginajlo Nina Nikolaevna | c, d, j                                           |
| Rannij Dubinina                                                                     |      | | c, d                                              |
| Rannij Flaschok                                                                     |      | | c                                                 |
| Rannij Gruntowyj                                                                    |      | | c, d                                              |
| Rannij Uspeh                                                                        |      | Züchter: Dederko Vladimir Nikolaevich, Postnikova Olga Valentinovna | j                                                 |
| Rannija Ljubov                                                                      |      | | c                                                 |
| Ranniy Flazhok                                                                      |      | | d                                                 |
| Rannyaya Lyubov                                                                     |      | Züchter: Kudryavtseva Galina Aleksandrovna, Fotev Yurij Valentinovich, Kotel'Nikova Marina Aleksandrovna, Kondakov Sergej Nikolaevich | d, e, j                                           |
| Ranovik                                                                             |      | Züchter: Avdeev Yurij Ivanovich, Kigashpaeva Olga Petrovna, Ivanova Lyudmila Mihajlovna | j                                                 |
| Ranya                                                                               |      | Züchter: Hazera Genetics | j, o                                              |
| Rapalko                                                                             |      | | j                                                 |
| Rapanui                                                                             |      | Züchter: Hazera Seeds Ltd. | j, o                                              |
| Rapid                                                                               |      | | j                                                 |
| Rapid Forcing                                                                       |      | | g, h                                              |
| Rapide                                                                              |      | | j                                                 |
| Rapido                                                                              |      | Züchter: Lamboseeds S.R.L. | j                                                 |
| Rapidos                                                                             |      | | j                                                 |
| Rapidus                                                                             |      | | j                                                 |
| Rapious                                                                             |      | | j                                                 |
| Rapit                                                                               |      | Züchter: Seminis Inc. | j, o                                              |
| Rappolo                                                                             |      | Züchter: Nirit Seeds Ltd | j                                                 |
| Rapreco Paste                                                                       |      | | c                                                 |
| Rapsodi                                                                             |      | | j                                                 |
| Rapsodia                                                                            |      | | j, o                                              |
| Rapsodia F1                                                                         |      | | j                                                 |
| Rapsodie                                                                            |      | Züchter: Novartis Seeds B.V. | j                                                 |
| Rapsodiya Nk                                                                        |      | | j                                                 |
| Rapsody                                                                             |      | | j                                                 |
| Rapunzel                                                                            |      | | j                                                 |
| Raro                                                                                |      | Züchter: Geneplanta | j                                                 |
| Ras                                                                                 |      | | c, d                                              |
| Rashel                                                                              |      | Züchter: Mea Internacional Marketing, Il | j                                                 |
| Rashel 584                                                                          |      | | j                                                 |
| Rasp Large Red                                                                      |      | | c, d, k                                           |
| Raspa                                                                               |      | | j                                                 |
| Raspberry                                                                           |      | | c, d                                              |
| Raspberry Colored                                                                   |      | | g, h                                              |
| Raspberry Lyanna                                                                    |      | | c, d                                              |
| Raspberry Miracle                                                                   |      | | c, d, e                                           |
| Raspberry Ruffles                                                                   |      | Züchter: Namdhari Seeds Pvt Ltd | j, o                                              |
| Rassvet                                                                             |      | Züchter: Ognev Valerij Vladimirovich, Maksimov Sergej Vasilievich, Klimenko Nikolaj Nikolaevich, Kostenko Aleksandr Nikolaevich | j                                                 |
| Rastilho                                                                            |      | Züchter: Western Seed España, S.A. | j, o                                              |
| Rastony                                                                             |      | Züchter: Geomarket Ltd. (Gr) | j                                                 |
| Rastrero                                                                            |      | | d                                                 |
| Raul Inta                                                                           |      | Züchter: Eea San Juan | j                                                 |
| Rava                                                                                |      | | g, h                                              |
| Ravel                                                                               |      | | j                                                 |
| Ravelli                                                                             |      | | j                                                 |
| Ravello (oder: Rawello)                                                             |      | | a, g, h, j                                        |
| Ravid                                                                               |      | Züchter: Laposhner, Devora | j, o                                              |
| Ravissant                                                                           |      | | j                                                 |
| Ray's Greek                                                                         |      | | c, d                                              |
| Rayce Tych                                                                          |      | | n                                                 |
| Raycjeskove                                                                         |      | | c                                                 |
| Rayejeskove                                                                         |      | | f                                                 |
| Raymos                                                                              |      | Züchter: Rijk Zwaan Zaadteelt En Zaadhandel B.V. | j, o                                              |
| Rayo                                                                                |      | | j                                                 |
| Rayon                                                                               |      | | j                                                 |
| Rayon De Soleil                                                                     |      | | c, d                                              |
| Rayosol                                                                             |      | Züchter: Rijk Zwaan Zaadteelt En Zaadhandel B.V. | j, o                                              |
| Razalina Rosa                                                                       |      | | j                                                 |
| Razan                                                                               |      | | j                                                 |
| Razdolie                                                                            |      | Züchter: Maksimov Sergej Vasilievich, Tereshonkova Tatiyana Arkadievna, Klimenko Nikolaj Nikolaevich, Kostenko Aleksandr Nikolaevich | j                                                 |
| Raznosol                                                                            |      | Züchter: Lukiyanenko Anatolij Nikitovich, Dubinin Sergej Vladimirovich, Dubinina Irina Nikolaevna | j                                                 |
| Razolo                                                                              |      | Züchter: Gautier Semences Sas (Fr) | j                                                 |
| Razymo                                                                              |      | Züchter: Rijk Zwaan Zaadteelt En Zaadhandel B.V. | j, o                                              |
| Razzleberry                                                                         |      | | c, d                                              |
| Re Umberto                                                                          |      | | d, g, h, j                                        |
| Re'Mbo                                                                              |      | Züchter: Gavrish Sergej Fedorovich, Kapustina Raisa Nikolaevna, Gladkov Dmitrij Sergeevich, Volkov Aleksandr Aleksandrovich, Semenova Anna Nikolaevna, Artemieva Galina Mihajlovna, Filimonova Yuliya Alekseevna, Redichkina Tatiyana Aleksandrovna                                                              | j                                                 |
| Readheart                                                                           |      | | c, d                                              |
| Ready                                                                               |      | Züchter: Nunhems B.V. | j                                                 |
| Readyset                                                                            |      | | j                                                 |
| Real                                                                                |      | Züchter: Vilmorin Sa (Fr) | j                                                 |
| Real Frangis                                                                        |      | Züchter: Il Pomo D'Oro Srl | j                                                 |
| Real Tomato Valle                                                                   |      | Züchter: Il Pomo D'Oro Srl | j                                                 |
| Realeza                                                                             |      | Züchter: De Ruiter Seeds | j, o                                              |
| Reano                                                                               |      | | j                                                 |
| Rebecca                                                                             |      | Züchter: Sunseeds Ltd | j                                                 |
| Rebecca Sebastian's Bull Bag                                                        |      | | d                                                 |
| Rebecca Sebastian's Bull Sac                                                        |      | | c                                                 |
| Rebeka                                                                              |      | | j, o                                              |
| Rebel Yell                                                                          |      | | c, d                                              |
| Rebelde                                                                             |      | Züchter: Intersemillas | j, o                                              |
| Rebelion                                                                            |      | Züchter: Vilmorin S.A. | j                                                 |
| Rebelion 2                                                                          |      | Züchter: Vilmorin S.A. | j, o                                              |
| Rebellion                                                                           |      | | c                                                 |
| Rebelski                                                                            |      | | j                                                 |
| Rebus                                                                               |      | Züchter: Institut Za Povrtarstvo | j                                                 |
| Recento                                                                             |      | Züchter: Monsanto Invest N.V. | j                                                 |
| Reconquista                                                                         |      | | j                                                 |
| Record                                                                              |      | | j                                                 |
| Red Alert                                                                           |      | Züchter: Dr P Parker | c, d, e, g, h, j, o                               |
| Red And Yellow                                                                      |      | | c, d                                              |
| Red Arcobaleno                                                                      |      | Züchter: Farao Di Renato Faraone Mennella | j                                                 |
| Red Army                                                                            |      | | j                                                 |
| Red Ball                                                                            |      | | j                                                 |
| Red Barn                                                                            |      | | c, d, e, g, h                                     |
| Red Beauty                                                                          |      | Züchter: Harris Moran Seed Company | c, d, j, o                                        |
| Red Belly                                                                           |      | | c, d                                              |
| Red Berry                                                                           |      | | m                                                 |
| Red Boar                                                                            |      | | c, d, e, f, g, h                                  |
| Red Bodyguard                                                                       |      | | j                                                 |
| Red Bounty                                                                          |      | | j                                                 |
| Red Brandywine                                                                      |      | | g, h, k                                           |
| Red Brandywine, Landis Valley                                                       |      | | c, d                                              |
| Red Brandywine, Potato Leaf                                                         |      | | d                                                 |
| Red Brillar                                                                         |      | | j, o                                              |
| Red Bullet                                                                          |      | Züchter: La Semiorto Sementi Srl | j                                                 |
| Red Bunch                                                                           |      | Züchter: Four Srl | j                                                 |
| Red Butter Heart (oder: Red Butterheart)                                            |      | | c, d, k                                           |
| Red Butterhead                                                                      |      | | c                                                 |
| Red Calabash                                                                        |      | | c, d, e, f, g, h, n                               |
| Red Call                                                                            |      | | j                                                 |
| Red Canner                                                                          |      | | j, o                                              |
| Red Cap                                                                             |      | | c, g, h                                           |
| Red Carpet                                                                          |      | | j                                                 |
| Red Cavern (oder: Novogogoschary)                                                   |      | | c, e, g, h, j, o                                  |
| Red Caviar                                                                          |      | | c, e                                              |
| Red Centiflor                                                                       |      | | c, d                                              |
| Red Centre                                                                          |      | | j, o                                              |
| Red Cherokee Tiger                                                                  |      | | c                                                 |
| Red Cherry                                                                          |      | | c, d, f, g, h, j                                  |
| Red Cherry Large                                                                    |      | | j                                                 |
| Red Cherry Small                                                                    |      | | c, d, j                                           |
| Red Chief                                                                           |      | Züchter: Seminis Vegetable Seeds (Nl) | j                                                 |
| Red Cloud                                                                           |      | | c, d, j, o                                        |
| Red Cloud Vf Improved                                                               |      | | j                                                 |
| Red Cluster Pear                                                                    |      | | c, d, e, n                                        |
| Red Cobra                                                                           |      | | j                                                 |
| Red Code                                                                            |      | | j, o                                              |
| Red Cup                                                                             |      | | c, d                                              |
| Red Currant                                                                         |      | | d, g, h, k, n                                     |
| Red Currant Wildtomate                                                              |      | | c                                                 |
| Red Dawn                                                                            |      | Züchter: Limagrain Uk Ltd | c, j, o                                           |
| Red Delight                                                                         |      | Züchter: De Ruiter Zonen (Nl) | c, j                                              |
| Red Devil                                                                           |      | Züchter: Cois 94 Srl | j                                                 |
| Red Drake                                                                           |      | | j                                                 |
| Red Dwarf                                                                           |      | | d                                                 |
| Red Egg                                                                             |      | | c                                                 |
| Red Ensign                                                                          |      | Züchter: Booker Seeds Limited | j, o                                              |
| Red Express                                                                         |      | | j                                                 |
| Red Falcon                                                                          |      | | j                                                 |
| Red Fig                                                                             |      | | c, d, k                                           |
| Red Fighter                                                                         |      | | j                                                 |
| Red First                                                                           |      | Züchter: Nunza Bv | j, o                                              |
| Red Fizz                                                                            |      | | j                                                 |
| Red Flag                                                                            |      | | j                                                 |
| Red Flood                                                                           |      | Züchter: De Ruiter Seeds (Nl) | j                                                 |
| Red Flora                                                                           |      | | j                                                 |
| Red Fortune                                                                         |      | | j                                                 |
| Red Furry Boar                                                                      |      | | d                                                 |
| Red Garden Peach                                                                    |      | | d, e, g, h                                        |
| Red Gem                                                                             |      | Züchter: Peotec Seeds Srl | j                                                 |
| Red Georgia                                                                         |      | | c, d, k                                           |
| Red Giant From Vienna Österreich                                                    |      | | c, d                                              |
| Red Global                                                                          |      | | c, d                                              |
| Red Gold                                                                            |      | | j                                                 |
| Red Gold Stripe                                                                     |      | | c, d                                              |
| Red Grape                                                                           |      | | b, c, d, e, g, h                                  |
| Red Grape Wildtomate                                                                |      | | c                                                 |
| Red Haky                                                                            |      | | j                                                 |
| Red Head                                                                            |      | | c, d, g, h                                        |
| Red Head Zlatovlaska                                                                |      | | c                                                 |
| Red Heart                                                                           |      | Züchter: Yuksel Tohumculuk Tarim San. Ve Tic. Ltd. Sti. | c, d, j, o                                        |
| Red Heart Dwarf                                                                     |      | | f                                                 |
| Red Heart Yellow                                                                    |      | | c, d                                              |
| Red House Free                                                                      |      | | c                                                 |
| Red House Free Standing                                                             |      | | d                                                 |
| Red Hunter                                                                          |      | Züchter: Nunhems B.V. | j                                                 |
| Red Island                                                                          |      | | j                                                 |
| Red Jacket                                                                          |      | Züchter: Domaine Public (Fr) | c, d, j                                           |
| Red Jaquet                                                                          |      | | g, h                                              |
| Red Jet                                                                             |      | Züchter: Orsetti Seeds | j                                                 |
| Red Kagome 1                                                                        |      | Züchter: Hosoi Katsutoshi, Yogo Katsumi, Kuragano Tomoyuki, Takahashi Katsuji | j, o                                              |
| Red Kagome 331                                                                      |      | Züchter: Yogo Katsumi, Yamaoka Hirokazu, Hosoi Katsutoshi | j                                                 |
| Red Kagome 332                                                                      |      | Züchter: Yogo Katsumi, Yamaoka Hirokazu, Hosoi Katsutoshi | j                                                 |
| Red Kagome 505                                                                      |      | Züchter: Takahashi Katsuji, Hosoi Katsutoshi, Yogo Katsumi | j, o                                              |
| Red Kagome 506                                                                      |      | Züchter: Takahashi Katsuji, Hosoi Katsutoshi, Yogo Katsumi | j, o                                              |
| Red Kagome 79                                                                       |      | Züchter: Ono Kenichiro | j, o                                              |
| Red Kagome 80                                                                       |      | Züchter: Takahashi Katsuji | j, o                                              |
| Red Kagome 81                                                                       |      | Züchter: Hosoi Katsutoshi, Fukaya Kiyoshi | j, o                                              |
| Red Kagome 82                                                                       |      | Züchter: Hosoi Katsutoshi, Fukaya Kiyoshi | j, o                                              |
| Red Kagome 83                                                                       |      | Züchter: Takahashi Katsuji, Hosoi Katsutoshi, Yogo Katsumi | j, o                                              |
| Red Kagome 88                                                                       |      | Züchter: Yogo Katsumi, Fuji Toshiyuki | j, o                                              |
| Red Kagome 89                                                                       |      | Züchter: Yogo Katsumi, Fuji Toshiyuki | j                                                 |
| Red Kagome 90                                                                       |      | Züchter: Hosoi Katsutoshi, Yamaoka Hirokazu | j, o                                              |
| Red Kagome 91                                                                       |      | Züchter: Hosoi Katsutoshi, Yamaoka Hirokazu | j, o                                              |
| Red Kagome 921                                                                      |      | Züchter: Yogo Katsumi, Hosoi Katsutoshi, Yamaoka Hirokazu, Kishi Ayumu | j, o                                              |
| Red Kagome 922                                                                      |      | Züchter: Yogo Katsumi, Hosoi Katsutoshi, Yamaoka Hirokazu, Kishi Ayumu | j, o                                              |
| Red Kagome 931                                                                      |      | Züchter: Yogo Katsumi, Yamaoka Hirokazu, Hosoi Katsutoshi | j, o                                              |
| Red Kagome 932                                                                      |      | Züchter: Yogo Katsumi, Yamaoka Hirokazu, Hosoi Katsutoshi | j, o                                              |
| Red Kagome 941                                                                      |      | Züchter: Yamaoka Hirokazu, Ito Hirotaka, Yogo Katsumi | j, o                                              |
| Red Kagome 942                                                                      |      | Züchter: Ito Hirotaka, Yamaoka Hirokazu, Kishi Ayumu, Yogo Katsumi | j, o                                              |
| Red Kaki                                                                            |      | | c                                                 |
| Red Karpet                                                                          |      | | j                                                 |
| Red King                                                                            |      | Züchter: Isi Sementi (It) | c, d, j, k, o                                     |
| Red Lion                                                                            |      | | j                                                 |
| Red Luck                                                                            |      | Züchter: Doug Heath, Seminis Vegetable Seeds Inc | j, o                                              |
| Red Luxar                                                                           |      | | j                                                 |
| Red Magic                                                                           |      | Züchter: Renato Faraone Mennella | j                                                 |
| Red Manul                                                                           |      | Züchter: Borisov Aleksandr Vladimirovich, Nalizhityj Vladimir Maksimovich, Skachko Vladislav Aleksandrovich, Zhemchugov Dmitrij Vyacheslavovich | j, o                                              |
| Red Mennonite                                                                       |      | | c, d                                              |
| Red Moon                                                                            |      | | j                                                 |
| Red Morning                                                                         |      | Züchter: Hm Clause Inc (Us) | j                                                 |
| Red Mountain                                                                        |      | | j                                                 |
| Red Olive                                                                           |      | | j                                                 |
| Red One                                                                             |      | Züchter: Multi Tohum San. Tic. A.S. | j                                                 |
| Red Ore                                                                             |      | | j                                                 |
| Red Peach                                                                           |      | | c, d, g, h, k                                     |
| Red Pear                                                                            |      | Reifezeit: 70 Tage. Züchter: S.A.I.S. - Societa' Agricola Italiana Sementi (It) | c, d, g, h, i (31. August 2016), j, k             |
| Red Pear Abruzzese                                                                  |      | | c, d                                              |
| Red Pear Gransasso                                                                  |      | | c, d                                              |
| Red Pear Large                                                                      |      | | c                                                 |
| Red Pear Like                                                                       |      | | g, h                                              |
| Red Pear Perifo                                                                     |      | | c                                                 |
| Red Pear Shaped                                                                     |      | | g, h                                              |
| Red Pearl                                                                           |      | Züchter: Hild Samen GmbH | d, j, o                                           |
| Red Peel                                                                            |      | | j                                                 |
| Red Penna                                                                           |      | | c, d, e, g, h                                     |
| Red Pepper                                                                          |      | | c, m, n                                           |
| Red Pepper Stuffer                                                                  |      | | c, d                                              |
| Red Pisa Date                                                                       |      | | c, d                                              |
| Red Plum                                                                            |      | | c, d, e, g, h, k                                  |
| Red Plum Mit Spitze                                                                 |      | | c, m                                              |
| Red Ponderosa                                                                       |      | | c, d                                              |
| Red Princess                                                                        |      | | e                                                 |
| Red Profusion                                                                       |      | | j                                                 |
| Red Reggie                                                                          |      | Züchter: Ikegami Shinichi, Ikegami Junko | j                                                 |
| Red River                                                                           |      | Züchter: Petoseed Company Inc. (Usa) | c, d, j                                           |
| Red Robin                                                                           |      | Züchter: Sakata Seed Corporation (Jp) | c, d, e, f, g, h, j, n                            |
| Red Rock                                                                            |      | | c, d, j                                           |
| Red Rocket                                                                          |      | | c, d                                              |
| Red Rose                                                                            |      | | c, d, f, j                                        |
| Red Ruffled (oder: Red Ruffles)                                                     |      | | c, d                                              |
| Red Russian                                                                         |      | | c, d, n                                           |
| Red Sausage                                                                         |      | | c, d                                              |
| Red Sea                                                                             |      | Züchter: Asgrow Seed Co., | j, o                                              |
| Red September                                                                       |      | | c, d                                              |
| Red Setter                                                                          |      | | j, o                                              |
| Red Shine                                                                           |      | | j                                                 |
| Red Shoulder                                                                        |      | | j                                                 |
| Red Siberian                                                                        |      | | c, d                                              |
| Red Skin                                                                            |      | | c, d, j                                           |
| Red Sky                                                                             |      | | j, o                                              |
| Red Sky F1                                                                          |      | Züchter: Nunhems | j, k                                              |
| Red Slim                                                                            |      | | j                                                 |
| Red Smudge                                                                          |      | | c, d                                              |
| Red Spoon                                                                           |      | | n                                                 |
| Red Spring                                                                          |      | | j                                                 |
| Red Star                                                                            |      | Züchter: Petoseed Co.Inc. | c, d, j                                           |
| Red Stone (oder: Redstone)                                                          |      | | c, e, g, h, j                                     |
| Red Strawberry                                                                      |      | | f, h                                              |
| Red Streak                                                                          |      | | c, d                                              |
| Red Striped Furry Hog                                                               |      | | c, d                                              |
| Red Striped Students                                                                |      | | c, d                                              |
| Red Stuffer                                                                         |      | | c, d, n                                           |
| Red Submarine                                                                       |      | | c, d                                              |
| Red Sugar (oder: Redsugar. Sakhar Krasnyy)                                          |      | | c, e, j, o                                        |
| Red Summer                                                                          |      | | j                                                 |
| Red Summerty                                                                        |      | | j                                                 |
| Red Sun                                                                             |      | | j                                                 |
| Red Sungold                                                                         |      | | g, h                                              |
| Red Sungold Select II                                                               |      | | e, g, h                                           |
| Red Target                                                                          |      | | c, d                                              |
| Red Tomato Of Montlhery                                                             |      | | c, d                                              |
| Red Top                                                                             |      | | g, h, j, o                                        |
| Red Top Vf                                                                          |      | | g, h                                              |
| Red Tree                                                                            |      | | c, d                                              |
| Red Valley                                                                          |      | Züchter: Esasem S.P.A. | j, o                                              |
| Red Whoppa                                                                          |      | | g, h                                              |
| Red Wing                                                                            |      | | j                                                 |
| Red Yellow                                                                          |      | | c, d                                              |
| Red Yellow Cap                                                                      |      | | c, d, k                                           |
| Red Zebra                                                                           |      | Reifezeit: 85 Tage. Züchter: Domaine Public (Fr) | c, d, e, f, g, h, i (31. August 2016), j, k, m, n |
| Red Zebra Potato Leaf                                                               |      | | c, d                                              |
| Red Zebra Woolly                                                                    |      | | c, d                                              |
| Red-Set-Go 28                                                                       |      | | j                                                 |
| Redberry (oder: Red Berry)                                                          |      | Züchter: Zeraim Gedera Ltd (Il) | c, j                                              |
| Redbey                                                                              |      | Züchter: Syngenta Seeds B.V. | j                                                 |
| Redbor                                                                              |      | Züchter: Geomarket Ltd. (Gr) | j                                                 |
| Redbull                                                                             |      | Züchter: Zeta Seeds S.L. | j                                                 |
| Reddex                                                                              |      | | j                                                 |
| Reddie                                                                              |      | | c                                                 |
| Reddy                                                                               |      | | j, o                                              |
| Redetto                                                                             |      | Züchter: Rijk Zwaan Zaadteelt En Zaadhandel B.V. | j                                                 |
| Redfield Beauty                                                                     |      | | c, d, e, f, g, h                                  |
| Redfort                                                                             |      | | j                                                 |
| Redguard                                                                            |      | | j                                                 |
| Redguard F1                                                                         |      | | j                                                 |
| Rediana                                                                             |      | Züchter: Hm Clause Inc (Us) | j                                                 |
| Redland                                                                             |      | | j                                                 |
| Redlyco                                                                             |      | Züchter: Peotec S.R.L. | j                                                 |
| Redo                                                                                |      | | j                                                 |
| Redonda                                                                             |      | | j                                                 |
| Redondino                                                                           |      | Züchter: Peotec Seeds Srl | j                                                 |
| Redondo                                                                             |      | Züchter: Peotec Seeds Srl | j                                                 |
| Redondo Palo Santo                                                                  |      | | g, h                                              |
| Redons                                                                              |      | Züchter: Enza Zaden Beheer B.V. | j                                                 |
| Redox                                                                               |      | | j                                                 |
| Redsilk                                                                             |      | Züchter: Krishidhan Seeds Europe B.V. | j                                                 |
| Redstaker                                                                           |      | | g, h                                              |
| Reduna                                                                              |      | | j                                                 |
| Redvira                                                                             |      | Züchter: Rijk Zwaan Zaadteelt En Zaadhandel B.V. | j                                                 |
| Redwood                                                                             |      | | j                                                 |
| Reem                                                                                |      | Züchter: S.A.I.S. Societá Agricola Italiana Sementi | j                                                 |
| Reemez                                                                              |      | | j                                                 |
| Referance                                                                           |      | | j                                                 |
| Reflecto                                                                            |      | | j                                                 |
| Refleks                                                                             |      | Züchter: Gavrish Sergej Fedorovich, Morev Viktor Vasilievich, Amcheslavskaya Elena Valentinovna, Volok Olga Anatolievna | j                                                 |
| Reflex                                                                              |      | Züchter: Isi Sementi Spa | j                                                 |
| Reforma                                                                             |      | | j                                                 |
| Reformator                                                                          |      | Züchter: Motov Viktor Mihajlovich | j                                                 |
| Refosco                                                                             |      | Züchter: Nirit Seeds Ltd | j                                                 |
| Refranata                                                                           |      | | g, h                                              |
| Regalia                                                                             |      | | j                                                 |
| Regata                                                                              |      | | j                                                 |
| Regata Ps                                                                           |      | Züchter: Seminis Veget.Seeds Inc | j                                                 |
| Regent                                                                              |      | Züchter: Isi Sementi Spa | j, o                                              |
| Regina                                                                              |      | Züchter: Arakawa Hiroshi | c, d, j, o                                        |
| Regina Yellow                                                                       |      | Züchter: Arakawa Hiroshi | j, o                                              |
| Regina's Yellow                                                                     |      | | c, d, e, g, h, k, m                               |
| Reginella                                                                           |      | Züchter: S.A.I.S. Societá Agricola Italiana Sementi | j                                                 |
| Regio                                                                               |      | | j                                                 |
| Region                                                                              |      | | c, d                                              |
| Regolo                                                                              |      | | j                                                 |
| Regulus                                                                             |      | Züchter: The Faculty Of Agriculture Of The H.U. Rehovot | j, o                                              |
| Rehab                                                                               |      | | j                                                 |
| Rei Dos Temporoes                                                                   |      | | o                                                 |
| Rei Dos Temporões                                                                   |      | | c, d, f, j                                        |
| Reif Italian Heart                                                                  |      | | c, d                                              |
| Reif Red Cross                                                                      |      | | d                                                 |
| Reif Red Heart                                                                      |      | | c, d, e, f, g, h, k                               |
| Reiko                                                                               |      | | j                                                 |
| Reina                                                                               |      | | j                                                 |
| Reine Claude Rose                                                                   |      | | c                                                 |
| Reine Claude Rouge                                                                  |      | | c, d                                              |
| Reine D'Or                                                                          |      | | c, d                                              |
| Reine De Sainte Marthe                                                              |      | Züchter: Domaine Public (Fr) | e, j                                              |
| Reine De St Marthe                                                                  |      | | g, h                                              |
| Reine Des Hâtives                                                                   |      | Züchter: Domaine Public (Fr) | j                                                 |
| Reine Dorée                                                                         |      | | c                                                 |
| Reinette Fruitée                                                                    |      | | c, d                                              |
| Reinhard's Black Zebra                                                              |      | | e                                                 |
| Reinhard's Chocolate Heart                                                          |      | | d, e                                              |
| Reinhard's Green Heart                                                              |      | | d, e                                              |
| Reinhard's Purple Heart                                                             |      | | c, d, e                                           |
| Reinhards Goldkirsche                                                               |      | | b, c, d, e, g, h                                  |
| Reinhards Tomate                                                                    |      | | c, e, g, h                                        |
| Reisetomate (oder: Voyage)                                                          |      | | c, d, e, f, g, h, m, n                            |
| Reisetomate Guatemala                                                               |      | | n                                                 |
| Reisetomate Von Galina                                                              |      | | f                                                 |
| Rejina                                                                              |      | | c, d                                              |
| Rejina Yellow                                                                       |      | | c, d                                              |
| Rejtan                                                                              |      | Züchter: Plantico Hodowla I Nasiennictwo Ogrodnicze Zielonki Sp. Z O.O. | j, o                                              |
| Rekor                                                                               |      | | j                                                 |
| Rekordsmen                                                                          |      | Züchter: Avdeev Yurij Ivanovich, Kigashpaeva Olga Petrovna, Ivanova Lyudmila Mihajlovna, Avdeev Andrej Yurievich | j                                                 |
| Rektor                                                                              |      | Züchter: Gavrish Sergej Fedorovich, Morev Viktor Vasilievich, Amcheslavskaya Elena Valentinovna | j                                                 |
| Relaxata                                                                            |      | | g, h                                              |
| Relaxx                                                                              |      | Züchter: Bruinsma (Nl) | j                                                 |
| Relino                                                                              |      | | j                                                 |
| Relisa                                                                              |      | Züchter: Ifrim Aurelia | j                                                 |
| Remedios                                                                            |      | | j                                                 |
| Remington Rs 01098263                                                               |      | | j                                                 |
| Remiz                                                                               |      | Züchter: Instytut Ogrodnictwa | j                                                 |
| Remo                                                                                |      | Züchter: Mario Faraone Mennella | j, o                                              |
| Remy Jaune                                                                          |      | | c                                                 |
| Remy Rouge                                                                          |      | | c, d                                              |
| Renaissance                                                                         |      | | j                                                 |
| Renas Turban (oder: Red Pouch)                                                      |      | | c, e, g, h                                        |
| Renas Turban Red Pouch                                                              |      | | n                                                 |
| Renata                                                                              |      | Züchter: Yissum Research Developm. | j, o                                              |
| Renate                                                                              |      | Züchter: Dr. Hartmut Arndt | g, h, j, o                                        |
| Renato                                                                              |      | | j                                                 |
| Rendero                                                                             |      | | j                                                 |
| Renee                                                                               |      | Züchter: Yissum Research Development | j, o                                              |
| Renet                                                                               |      | | c, d                                              |
| Reno                                                                                |      | | j                                                 |
| Rentita                                                                             |      | | c, d                                              |
| Rento                                                                               |      | | c, d, j                                           |
| Renzino                                                                             |      | | j, o                                              |
| Repens                                                                              |      | | g, h                                              |
| Repetida                                                                            |      | | g, h                                              |
| Repique                                                                             |      | | j                                                 |
| Repleta                                                                             |      | | g, h                                              |
| Report                                                                              |      | Züchter: Nunhems B.V. | j, o                                              |
| Reposado                                                                            |      | | j                                                 |
| Republica                                                                           |      | | j                                                 |
| Resa                                                                                |      | | c                                                 |
| Resal                                                                               |      | | j                                                 |
| Resero                                                                              |      | | j                                                 |
| Reshma                                                                              |      | Züchter: Morev Viktor Vasilievich, Amcheslavskaya Elena Valentinovna, Volok Olga Anatolievna, Gavrish Vladimir Fedorovich, Nesterovich Arkadij Nikolaevich | j                                                 |
| Resi                                                                                |      | | j, n, o                                           |
| Resi Gold                                                                           |      | | c, f, n                                           |
| Resist Al First                                                                     |      | Züchter: Sumida Atsushi | j, o                                              |
| Resista                                                                             |      | | c, d, g, h, n                                     |
| Resista Korai                                                                       |      | | g, h                                              |
| Resistar                                                                            |      | Züchter: Hazera Genetics | j, o                                              |
| Resistase                                                                           |      | | j                                                 |
| Resistente Von N.H.                                                                 |      | | c                                                 |
| Resital                                                                             |      | | j                                                 |
| Resolute                                                                            |      | Züchter: Bejo Zaden B.V. | j                                                 |
| Rest Vine                                                                           |      | | j                                                 |
| Restino                                                                             |      | | j                                                 |
| Restis                                                                              |      | Züchter: Syngenta Participations Ag | j                                                 |
| Restone                                                                             |      | | j                                                 |
| Restricta                                                                           |      | | g, h                                              |
| Resurs                                                                              |      | Züchter: Ignatova Svetlana Ilyinichna, Gorshkova Nina Sergeevna | j                                                 |
| Resyset                                                                             |      | Züchter: Royal Sluis | j                                                 |
| Retaj                                                                               |      | | j                                                 |
| Retana                                                                              |      | | j, o                                              |
| Retinto                                                                             |      | Züchter: De Ruiter Seeds Nl B.V. | j                                                 |
| Reto                                                                                |      | | j                                                 |
| Retro                                                                               |      | Züchter: Myazina Lyubov' Anatolievna | j                                                 |
| Retyna                                                                              |      | Züchter: Gautier Semences Sas (Fr) | j                                                 |
| Reus                                                                                |      | Züchter: Semillas Fito, S.A. | j, o                                              |
| Reva                                                                                |      | Züchter: Verschave Philippe | j                                                 |
| Rêva                                                                                |      | | j                                                 |
| Revansh                                                                             |      | Züchter: Kondratieva Irina Yurievna, Kandoba Elena Evgenievna | j                                                 |
| Revel                                                                               |      | Züchter: Pioneer Hi-Bred International Inc | j                                                 |
| Revelino                                                                            |      | | j                                                 |
| Revenge Af                                                                          |      | Züchter: Peotec Seeds Srl | j, o                                              |
| Reverend Michael Keyes                                                              |      | | d                                                 |
| Reverend Morrow's Long Keeper                                                       |      | | d                                                 |
| Revermum                                                                            |      | | c                                                 |
| Reverscan                                                                           |      | | j                                                 |
| Revido                                                                              |      | | j                                                 |
| Revizor                                                                             |      | Züchter: Avdeev Yurij Ivanovich, Kigashpaeva Olga Petrovna, Ivanova Lyudmila Mihajlovna, Avdeev Andrej Yurievich | j                                                 |
| Revolution                                                                          |      | Züchter: Intersemillas | j                                                 |
| Rewaah                                                                              |      | | j                                                 |
| Reward                                                                              |      | | j                                                 |
| Rex                                                                                 |      | Züchter: Seminis Veget.Seeds Inc | j, o                                              |
| Rex Rs                                                                              |      | Züchter: Seminis Veget.Seeds Inc | j                                                 |
| Rey                                                                                 |      | Züchter: Western Seed España, S.A. | c, j, o                                           |
| Reyana                                                                              |      | Züchter: Bistra Atanasova, Hristo Georgiev | j                                                 |
| Reyhan 48                                                                           |      | | j                                                 |
| Rezano                                                                              |      | Züchter: Les Graines Caillard Sa (Fr) | j                                                 |
| Rezidens                                                                            |      | | j                                                 |
| Rft 4413                                                                            |      | | j                                                 |
| Rft 760363                                                                          |      | | j                                                 |
| Rft732216                                                                           |      | | j                                                 |
| Rge N. Hat. St. Victor                                                              |      | Züchter: Domaine Public (Fr) | j                                                 |
| Rhapsody                                                                            |      | | j                                                 |
| Rhapsody Mfh 7036                                                                   |      | | j, o                                              |
| Rharo                                                                               |      | Züchter: Geneplanta | j                                                 |
| Rhea                                                                                |      | | j                                                 |
| Rheinlands Ruhm (oder: Slava Poryni)                                                |      | | c, d, e, f, g, h, j, n                            |
| Rhianna                                                                             |      | Züchter: Sakata Seed Corporation | j                                                 |
| Rhinoko                                                                             |      | | j                                                 |
| Rhoades Heirloom                                                                    |      | | c, d                                              |
| Rhoades Pink German                                                                 |      | | c, d                                              |
| Rhode Island                                                                        |      | | f                                                 |
| Rhode Island Early                                                                  |      | | g, h                                              |
| Rhodia                                                                              |      | | c, j                                              |
| Rhodia F1                                                                           |      | | d                                                 |
| Riace                                                                               |      | | j                                                 |
| Rial                                                                                |      | Züchter: Preddnestrov, Institute Of Agric. Res. | j, o                                              |
| Rialla F1 88520                                                                     |      | Züchter: Intersemillas | j, o                                              |
| Rialto                                                                              |      | | j                                                 |
| Riant                                                                               |      | | j                                                 |
| Rianto                                                                              |      | Züchter: Deruiterzonen Cv, Nl-266526 Bleiswijk | c, d, j, o                                        |
| Ribaforada                                                                          |      | | j, o                                              |
| Ribeira                                                                             |      | Züchter: Syngenta Seeds B.V. | j, o                                              |
| Ribelle                                                                             |      | Züchter: Olter Srl | j                                                 |
| Ribera                                                                              |      | Züchter: Syngenta Seeds B.V. | j, o                                              |
| Riberty                                                                             |      | Züchter: Zeta Seeds, S.L. | j                                                 |
| Ribes                                                                               |      | Züchter: Pioneer Hi-Bred Italia Servizi Agronomici Srl | j                                                 |
| Ribesiforme                                                                         |      | | g, h                                              |
| Ribesoides                                                                          |      | | c, n                                              |
| Ribesoides Wildtomate                                                               |      | | m                                                 |
| Ribiera                                                                             |      | | j                                                 |
| Ribot                                                                               |      | Züchter: Clause Semences Sa (Fr) | j                                                 |
| Ricaj                                                                               |      | | c, g, h                                           |
| Ricamiel                                                                            |      | Züchter: Petoseed Co.Inc. | j, o                                              |
| Ricca                                                                               |      | Züchter: Reinsaat Kg | j                                                 |
| Ricciolo                                                                            |      | | j, o                                              |
| Ricciolone                                                                          |      | | j                                                 |
| Ricciotto                                                                           |      | | j                                                 |
| Rich In Vitamins                                                                    |      | | g, h                                              |
| Richardson                                                                          |      | | c, d, e, g, h, k                                  |
| Richay                                                                              |      | | c, g, h                                           |
| Rico                                                                                |      | | j                                                 |
| Ricoco                                                                              |      | | j                                                 |
| Ricola Chocolate                                                                    |      | | j                                                 |
| Ricola Salmon                                                                       |      | | j                                                 |
| Ricola Stripe                                                                       |      | | j                                                 |
| Ricos                                                                               |      | | j                                                 |
| Rideau                                                                              |      | | g, h                                              |
| Rideau Sweet                                                                        |      | | c, d, e, g, h                                     |
| Rido                                                                                |      | Züchter: Leen De Mos Groentezaden B.V. | j                                                 |
| Rieger's Mortgage Lifter                                                            |      | | c, d                                              |
| Riel                                                                                |      | Züchter: Seminis Inc. | j, o                                              |
| Riese Aus Schuntuk                                                                  |      | | c                                                 |
| Riesenbaumtomate                                                                    |      | | c, d, n                                           |
| Riesentomate                                                                        |      | | n                                                 |
| Riesentomate Aus Siebenbürgen (oder: Giant Of Siebenbürgen)                         |      | | c, d                                              |
| Riesentraube                                                                        |      | | c, d, e, g, h, k, n                               |
| Riesling                                                                            |      | Züchter: Vilmorin S.A. | j, o                                              |
| Rif                                                                                 |      | | j, o                                              |
| Riga                                                                                |      | | c, g, h, n                                        |
| Rigas Zemie                                                                         |      | | c, d                                              |
| Rigel                                                                               |      | | j                                                 |
| Rigela                                                                              |      | | j                                                 |
| Rigic                                                                               |      | Züchter: Institut National De La Recherche Agronomique (Fr) | j                                                 |
| Rigida                                                                              |      | | g, h                                              |
| Rigidula / 1                                                                        |      | | g, h                                              |
| Riglio                                                                              |      | | j                                                 |
| Rigolettino                                                                         |      | Züchter: Boaz Kaplan | j, o                                              |
| Rigoletto                                                                           |      | Züchter: Nirit Seeds Ltd | j                                                 |
| Rigonda                                                                             |      | Züchter: Ignatova Svetlana Ilyinichna, Gorshkova Nina Sergeevna, Tarasenkov Ivan Illarionovich, Tereshonkova Tatiyana Arkadievna, Sergeev Vladimir Valerievich, Sergeeva Anna Valerievna | j                                                 |
| Rijk Zwaan's No. 57                                                                 |      | | g, h                                              |
| Rikardo                                                                             |      | | j                                                 |
| Rike                                                                                |      | Züchter: Dr. Barb Neubert | j                                                 |
| Riko Ball                                                                           |      | Züchter: Okamoto Kiyoshi, Yanoguchi Yukio, Matsunaga Hiroshi, Murayama Satoshi, Maruyama Hideyuki | j, o                                              |
| Rikura                                                                              |      | | j                                                 |
| Rila                                                                                |      | Züchter: Hristo Atanasov Georgiev | c, j                                              |
| Rimini                                                                              |      | | j                                                 |
| Rimone                                                                              |      | Züchter: Institut National De La Recherche Agronomique (Fr) | j                                                 |
| Rinaldo                                                                             |      | | c, d, j                                           |
| Rinderherz                                                                          |      | | c, n                                              |
| Ringo                                                                               |      | Züchter: Clause Semences Sa (Fr) | j, o                                              |
| Rino                                                                                |      | Züchter: Lamboseeds S.R.L. | j                                                 |
| Rinoko                                                                              |      | | j                                                 |
| Rinon                                                                               |      | | c, d                                              |
| Rio                                                                                 |      | | c, d, j                                           |
| Rio Bambino                                                                         |      | Züchter: Semenova Anna Nikolaevna | j                                                 |
| Rio Bermejo                                                                         |      | | j                                                 |
| Rio Blanco                                                                          |      | | j                                                 |
| Rio Brasil                                                                          |      | | j                                                 |
| Rio Bravo                                                                           |      | | j                                                 |
| Rio Burdalo                                                                         |      | Züchter: Seminis Veget.Seeds Inc | j, o                                              |
| Rio Chico Fca                                                                       |      | Züchter: Inst.De Horticultura | j                                                 |
| Rio Colorado                                                                        |      | Züchter: Petoseed Co.Inc. | j, o                                              |
| Rio De Las Tunas Fca                                                                |      | Züchter: Inst.De Horticultura | j                                                 |
| Rio De Los Pozos Fca                                                                |      | | j                                                 |
| Rio Fuego                                                                           |      | | c, d, j                                           |
| Rio Grande                                                                          |      | | c, d, f, g, h, j, k, m                            |
| Rio Grande Original                                                                 |      | | j, o                                              |
| Rio Guadiana                                                                        |      | Züchter: Petoseed Co.Inc. | j, o                                              |
| Rio Juramento                                                                       |      | | j                                                 |
| Rio Kull                                                                            |      | | j                                                 |
| Rio Las Taguas Fca                                                                  |      | Züchter: Inst.Horticultura | j                                                 |
| Rio Lavayen                                                                         |      | | j                                                 |
| Rio Magic                                                                           |      | | j                                                 |
| Rio Magno                                                                           |      | | j                                                 |
| Rio Milagro                                                                         |      | | j                                                 |
| Rio Nema (oder: Rionema)                                                            |      | | j, o                                              |
| Rio Orinoco                                                                         |      | | j                                                 |
| Rio Oro                                                                             |      | | j                                                 |
| Rio Pampa                                                                           |      | | j                                                 |
| Rio Pichueta Fca                                                                    |      | | j                                                 |
| Rio Pilcomayo                                                                       |      | | j                                                 |
| Rio Santa Rosa Fca                                                                  |      | Züchter: Inst.De Horticultura | j                                                 |
| Rio Sola                                                                            |      | | j                                                 |
| Rio Sprint                                                                          |      | Züchter: Ognev Valerij Vladimirovich, Maksimov Sergej Vasilievich, Klimenko Nikolaj Nikolaevich, Kostenko Aleksandr Nikolaevich | j                                                 |
| Rioalto                                                                             |      | Züchter: Rijk Zwaan Zaadteelt En Zaadhandel B.V. | j                                                 |
| Rioja                                                                               |      | Züchter: Boaz Kaplan | j, o                                              |
| Riomat                                                                              |      | Züchter: Petoseed Co Inc (Us) | j                                                 |
| Rios                                                                                |      | | j                                                 |
| Riposta                                                                             |      | Züchter: Plantico Hodowla I Nasiennictwo Ogrodnicze Zielonki Sp. Z O.O. | g, h, j                                           |
| Ris 8                                                                               |      | Züchter: Peotec Seeds Srl | j, o                                              |
| Risa                                                                                |      | Züchter: Vilmorin Sa (Fr) | j                                                 |
| Risoca                                                                              |      | | j                                                 |
| Ristine                                                                             |      | Züchter: Institut National De La Recherche Agronomique (Fr) | j                                                 |
| Rita                                                                                |      | Züchter: Geosem Select Ltd. | j, o                                              |
| Rita's Black                                                                        |      | | c, d, f                                           |
| Ritchy (oder: Ritchie)                                                              |      | | j                                                 |
| Ritchy F1                                                                           |      | | j                                                 |
| Rite                                                                                |      | | j                                                 |
| Ritmo                                                                               |      | | j                                                 |
| Ritmo 812 F1                                                                        |      | Züchter: Olter Sementi | j                                                 |
| Ritmo 851 F1                                                                        |      | Züchter: Olter Sementi | j                                                 |
| Ritmo 960 F1                                                                        |      | Züchter: Olter Sementi | j                                                 |
| Rival                                                                               |      | | j                                                 |
| Rivaldo                                                                             |      | Züchter: Nirit Seeds Ltd (Il) | j                                                 |
| Rivalidad                                                                           |      | | g, h                                              |
| Rivendell                                                                           |      | Züchter: Monsanto Vegetable Ip Management B.V. | j, o                                              |
| Riverside                                                                           |      | | c, d                                              |
| Riverside Favorite                                                                  |      | | g, h                                              |
| Riviera                                                                             |      | Züchter: Olter Sementi | c, d, j, k                                        |
| Rivolo                                                                              |      | Züchter: Gautier Semences S.A.S. | j, o                                              |
| Riwi                                                                                |      | | j                                                 |
| Riya                                                                                |      | Züchter: Chavdar Georgiev | j                                                 |
| Rizhik                                                                              |      | | c                                                 |
| Ro 87                                                                               |      | Züchter: Bhn Seed/Research | j, o                                              |
| Roa                                                                                 |      | Züchter: Hort Seed Mediterrani, S.L | j                                                 |
| Road To Varanasi                                                                    |      | | c                                                 |
| Roadstar                                                                            |      | | j                                                 |
| Roarr                                                                               |      | Züchter: Tomato Colors | j                                                 |
| Roazy                                                                               |      | Züchter: Syngenta Seeds B.V. | j                                                 |
| Robak                                                                               |      | | j                                                 |
| Robert F1                                                                           |      | Züchter: Intersemillas | j, o                                              |
| Roberto                                                                             |      | Züchter: Seminis Veget.Seeds Inc | j, o                                              |
| Roberto Rs                                                                          |      | Züchter: Seminis Veget.Seeds Inc | j                                                 |
| Robeson Angolan                                                                     |      | | g, h                                              |
| Robin                                                                               |      | | j, o                                              |
| Robiño 2015                                                                         |      | | j                                                 |
| Robinson                                                                            |      | Züchter: Syngenta Participations Ag | j                                                 |
| Robinson's Heirloom                                                                 |      | | c, d                                              |
| Robinux                                                                             |      | Züchter: Syngenta Seeds B.V. | j                                                 |
| Robot                                                                               |      | Züchter: Kashnova Elena Vasilievna, Botyaeva Galina Viktorovna, Andreeva Nadezhda Nikolaevna, Stolbova Tatiyana Mihajlovna, Deryavskaya Anastasiya Stanislavovna | g, h, j                                           |
| Robson Angolan                                                                      |      | | c, d, e, n                                        |
| Robur                                                                               |      | Züchter: Isi Sementi Spa | j                                                 |
| Robura                                                                              |      | | c, j                                              |
| Robusta                                                                             |      | | j                                                 |
| Robusta Ii (oder: Dwarf)                                                            |      | | g, h                                              |
| Robusta Orange Gb                                                                   |      | | c                                                 |
| Robusta Rot Groß Gb                                                                 |      | | c                                                 |
| Robusta Crispata (oder: Dwarf Crispata)                                             |      | | g, h                                              |
| Robusta Immuna (oder: Dwarf Immuna)                                                 |      | | g, h                                              |
| Roca                                                                                |      | Züchter: Western Seed España, S.A. | j                                                 |
| Rocamar                                                                             |      | | j                                                 |
| Roccia                                                                              |      | | j, o                                              |
| Roccia F1                                                                           |      | | j                                                 |
| Rocco                                                                               |      | | j                                                 |
| Rocco's Favourite                                                                   |      | | c, d                                              |
| Rocio                                                                               |      | Züchter: Bhn Seed/Research | j                                                 |
| Rocker                                                                              |      | Züchter: Superior D.O.O | j                                                 |
| Rocket                                                                              |      | | c, d, j                                           |
| Rockingham                                                                          |      | | c, d                                              |
| Rockpeel 322                                                                        |      | | j                                                 |
| Rockstone                                                                           |      | | j                                                 |
| Rocky                                                                               |      | Züchter: Petoseed Co.Inc. | c, d, f, j, k                                     |
| Rocky Nabeltomate                                                                   |      | | e, g, h                                           |
| Rocola Chocolate                                                                    |      | | j                                                 |
| Rocola Salmon                                                                       |      | | j                                                 |
| Rocola Stripe                                                                       |      | | j                                                 |
| Rod Blomme                                                                          |      | | c                                                 |
| Rodade                                                                              |      | | c, d, g, h, j                                     |
| Rodano                                                                              |      | Züchter: Western Seed España, S.A. | j, o                                              |
| Rodas                                                                               |      | | j                                                 |
| Rodelinda                                                                           |      | Züchter: Boaz Kaplan | j, o                                              |
| Rodeo                                                                               |      | Züchter: Western Seed España, S.A. | c, d, j                                           |
| Rodik                                                                               |      | | j, o                                              |
| Rodina                                                                              |      | | g, h                                              |
| Rodion                                                                              |      | Züchter: Isi Sementi Spa | j                                                 |
| Rodnichok                                                                           |      | Züchter: Domanskaya Majya Konstantinovna, Gubko Valentina Nikolaevna, Orlova Elena Arnol'Dovna, Salmina Irina Semenovna, Chernovolova Olga Alekseevna, Dmitrienko Al'Vina E'Duardovna | j                                                 |
| Rodnik (oder: Spring)                                                               |      | Züchter: Gavrish Sergej Fedorovich, Morev Viktor Vasilievich, Amcheslavskaya Elena Valentinovna, Volok Olga Anatolievna | g, h, j                                           |
| Rodomysl                                                                            |      | Züchter: Uo Belorusskaia Gosudarstvennaia Selskokhoziajstvennaia Akademiia, 213410, Mogilevskaia Obl., G.Gorki, Ul.Michurina, 5, Belarus | j, o                                              |
| Rodopi                                                                              |      | | c, d                                              |
| Rodrigo                                                                             |      | Züchter: Isi Sementi Spa | j, o                                              |
| Rody                                                                                |      | Züchter: Les Graines Caillard Sa (Fr) | j                                                 |
| Roel                                                                                |      | Züchter: Green4Health B.V. | j                                                 |
| Roetaxx                                                                             |      | Züchter: Axia Vegetable Seeds B.V. | j                                                 |
| Roforto                                                                             |      | | j                                                 |
| Roforto Vfn                                                                         |      | | j                                                 |
| Rofrato                                                                             |      | | j                                                 |
| Roger's Best Black                                                                  |      | | c, d                                              |
| Roger's Juicy Red Oblong                                                            |      | | c, d                                              |
| Roger's Sweet Light Yellow                                                          |      | | c, d                                              |
| Rognon                                                                              |      | | c                                                 |
| Rogo                                                                                |      | | j                                                 |
| Roi Humbert                                                                         |      | | c, d                                              |
| Roja Huero                                                                          |      | | n                                                 |
| Roja Negra De Lucas                                                                 |      | | c, d                                              |
| Rojito                                                                              |      | | j                                                 |
| Rojiyutaka                                                                          |      | Züchter: Kobayashi Tadakazu, Fujimori Motohiro, Serizawa Mitsuaki, Otani Fusao, Baba Hidemi | j, o                                              |
| Rojo Huevo De Paki                                                                  |      | | c, d                                              |
| Rok-N-Rol                                                                           |      | Züchter: Mashtakov Aleksej Alekseevich, Mashtakova Anna Harlampievna, Mashtakov Nikolaj Alekseevich, Mashtakova Liliya Ivanovna | j                                                 |
| Roker                                                                               |      | Züchter: Gavrish Sergej Fedorovich, Morev Viktor Vasilievich, Amcheslavskaya Elena Valentinovna, Volok Olga Anatolievna, Dmitrieva Anna Sergeevna, Gladkov Dmitrij Sergeevich, Sedin Aleksej Anatolievich, Grushanin Aleksej Ivanovich, Nesterovich Arkadij Nikolaevich, Filimonova Yuliya Alekseevna            | j, o                                              |
| Roket                                                                               |      | | j                                                 |
| Rokset                                                                              |      | Züchter: Gavrish Sergej Fedorovich, Morev Viktor Vasilievich, Amcheslavskaya Elena Valentinovna, Volok Olga Anatolievna, Dmitrieva Anna Sergeevna, Gladkov Dmitrij Sergeevich, Sedin Aleksej Anatolievich, Grushanin Aleksej Ivanovich, Nesterovich Arkadij Nikolaevich, Filimonova Yuliya Alekseevna            | j                                                 |
| Rolanda                                                                             |      | Züchter: Yissum Research Dev Of The Hebrew University Of Jerusalem (Il) | j                                                 |
| Roldi                                                                               |      | | c, d                                              |
| Roleks                                                                              |      | Züchter: Gavrish Sergej Fedorovich, Kapustina Raisa Nikolaevna, Gladkov Dmitrij Sergeevich, Volkov Aleksandr Aleksandrovich, Semenova Anna Nikolaevna, Artemieva Galina Mihajlovna, Filimonova Yuliya Alekseevna, Redichkina Tatiyana Aleksandrovna                                                              | j                                                 |
| Rolix                                                                               |      | Züchter: Syngenta Seeds B.V. | j, o                                              |
| Roll A Pea                                                                          |      | | g, h                                              |
| Rollande                                                                            |      | Züchter: Roland Lenoir | j, o                                              |
| Rolo                                                                                |      | | j                                                 |
| Rolong                                                                              |      | | j                                                 |
| Roma Giant                                                                          |      | | c, d                                              |
| Roma Golden                                                                         |      | | c, d                                              |
| Roma Jaune                                                                          |      | | c                                                 |
| Roma L. F.                                                                          |      | | g, h                                              |
| Roma Macero 2                                                                       |      | | c, d                                              |
| Roma Napoli                                                                         |      | | c, d                                              |
| Roma Pearl                                                                          |      | | f                                                 |
| Roma Striée                                                                         |      | Züchter: Domaine Public (Fr) | j                                                 |
| Roma Vf                                                                             |      | Buschtomate, Züchter: Domaine Public (Fr) | c, g, h, j, o                                     |
| Roma Vfn                                                                            |      | | j                                                 |
| Roma Virginia Select                                                                |      | | c, d                                              |
| Roma-Tomate (oder: Roma)                                                            |      | | c, d, e, g, h, j                                  |
| Romain Mouchetée                                                                    |      | | d                                                 |
| Romalina                                                                            |      | | c, d, j                                           |
| Roman                                                                               |      | Züchter: Gorshkova Nina Sergeevna, Tereshonkova Tatiyana Arkadievna, Lukinova Tatiyana Pavlovna, Titova Evgeniya Vladimirovna | j                                                 |
| Roman Candle                                                                        |      | Züchter: Domaine Public (Fr) | c, d, e, f, g, h, j, k                            |
| Roman Cows Tits                                                                     |      | | e                                                 |
| Romana                                                                              |      | Züchter: Monsanto Holland B.V. | j                                                 |
| Romana Vf Select                                                                    |      | | j                                                 |
| Romance                                                                             |      | Züchter: De Ruiter Zonen (Nl) | c, d, j                                           |
| Romanella                                                                           |      | Züchter: Syngenta Crop Protection Ag | j, o                                              |
| Romania                                                                             |      | | n                                                 |
| Romanian Sweet                                                                      |      | | c, d                                              |
| Romanian Yellow                                                                     |      | | c, d                                              |
| Romanita                                                                            |      | | c, d, j                                           |
| Romano Nr                                                                           |      | | j                                                 |
| Romanova                                                                            |      | | g, h, j                                           |
| Romantica                                                                           |      | | j                                                 |
| Romantik                                                                            |      | Züchter: Andreeva Evgeniya Nikolaevna, Nazina Sofiya Luisovna, Ushakova Mariya Ivanovna, Andreeva Anzhelika Nikolaevna | j                                                 |
| Romarzano                                                                           |      | | c, j, m                                           |
| Romatos                                                                             |      | Züchter: De Ruiter Seeds | j                                                 |
| Rombera Groc                                                                        |      | | c                                                 |
| Romec 554 J                                                                         |      | | j                                                 |
| Romeis Riese                                                                        |      | | g, h                                              |
| Romella                                                                             |      | | j                                                 |
| Romellino                                                                           |      | | j                                                 |
| Romello                                                                             |      | Ampeltomate | j, l                                              |
| Romeo                                                                               |      | Züchter: Genista S.R.L. | c, d, f, j                                        |
| Romeo And Juliet                                                                    |      | | c, d                                              |
| Romeral                                                                             |      | Züchter: Hazera Genetics | j, o                                              |
| Romilda                                                                             |      | Züchter: Boaz Kaplan | j, o                                              |
| Romina                                                                              |      | | j                                                 |
| Romindo                                                                             |      | Züchter: Syngenta Seeds B.V. | j                                                 |
| Romiro                                                                              |      | | j                                                 |
| Romovaya Baba                                                                       |      | Züchter: Nastenko Nataliya Viktorovna, Kachajnik Vladimir Georgievich, Gul'Kin Mihail Nikolaevich, Karmanova Olga Alekseevna | j                                                 |
| Rompel                                                                              |      | | c                                                 |
| Romulo                                                                              |      | Züchter: Seminis Veget.Seeds Inc | j                                                 |
| Romulus Vfn                                                                         |      | | j                                                 |
| Romulus Vfn F1 Rs                                                                   |      | | g, h                                              |
| Romus                                                                               |      | | c, d, e, g, h, j                                  |
| Ron                                                                                 |      | | j                                                 |
| Ronaclave                                                                           |      | | j                                                 |
| Ronaldo                                                                             |      | Züchter: Monsanto Holland B.V. | j                                                 |
| Roncardo                                                                            |      | Züchter: Zeraim Gedera Ltd. Seed Company | c, j                                              |
| Ronco                                                                               |      | Züchter: Bejo Zaden | j, o                                              |
| Ronda                                                                               |      | Züchter: Ergon International N.V. | j                                                 |
| Ronde De Saumur                                                                     |      | | c                                                 |
| Rondello                                                                            |      | Züchter: De Ruiter Seeds | j                                                 |
| Rondex                                                                              |      | | j                                                 |
| Rondo                                                                               |      | Züchter: Azienda Agricola Farao Di Renato Faraone Mennella | j                                                 |
| Ronduro                                                                             |      | | j                                                 |
| Ronemo                                                                              |      | | j                                                 |
| Roni                                                                                |      | | j                                                 |
| Ronita                                                                              |      | | j                                                 |
| Ronita Sel La Consulta Inta                                                         |      | | j                                                 |
| Ronny                                                                               |      | Züchter: Isi Sementi Spa | j                                                 |
| Rooi Kakie                                                                          |      | | j                                                 |
| Rooi Kersie                                                                         |      | | j                                                 |
| Roon                                                                                |      | | j                                                 |
| Rootax                                                                              |      | Züchter: Axia Vegetable Seeds B.V. | j, o                                              |
| Roototal                                                                            |      | Züchter: Hazera Sedds | j, o                                              |
| Rootpower                                                                           |      | | j                                                 |
| Rootstart                                                                           |      | | j                                                 |
| Rootstock No. 1 (oder: Stampede)                                                    |      | | j, o                                              |
| Rop                                                                                 |      | Züchter: Les Graines Caillard Sa (Fr) | j                                                 |
| Ropreco                                                                             |      | | d                                                 |
| Ropreco Fr                                                                          |      | | j                                                 |
| Ropreco Paste                                                                       |      | | c                                                 |
| Roque                                                                               |      | Züchter: Monsanto Holland B.V. | j, o                                              |
| Roquetero                                                                           |      | Züchter: Hazera Genetics Ltd. | j, o                                              |
| Roquetro                                                                            |      | | j                                                 |
| Roround                                                                             |      | Züchter: Golden West Seed Co. Inc. | j                                                 |
| Rosa                                                                                |      | Züchter: Reinsaat Kg | j, o                                              |
| Rosa Aragon                                                                         |      | | d                                                 |
| Rosa De Barbastro                                                                   |      | | j, o                                              |
| Rosa De Buna                                                                        |      | | c                                                 |
| Rosa De Huesca                                                                      |      | | d                                                 |
| Rosa Del Ticino                                                                     |      | | c, d                                              |
| Rosa Di Sorrento                                                                    |      | | j                                                 |
| Rosa Ei                                                                             |      | | n                                                 |
| Rosa Früchtchen                                                                     |      | | n                                                 |
| Rosa Gigant                                                                         |      | | n                                                 |
| Rosa Große                                                                          |      | | n                                                 |
| Rosa Honig                                                                          |      | | c                                                 |
| Rosa Jumbo                                                                          |      | | n                                                 |
| Rosa König                                                                          |      | | c                                                 |
| Rosa Liana                                                                          |      | | c                                                 |
| Rosa Marzane                                                                        |      | | n                                                 |
| Rosa Ochsenherz                                                                     |      | | n                                                 |
| Rosa Sierra Aracena                                                                 |      | | d                                                 |
| Rosa Swedge                                                                         |      | | n                                                 |
| Rosa Teruel                                                                         |      | | d                                                 |
| Rosa Vetrov                                                                         |      | | c                                                 |
| Rosa Wangen                                                                         |      | | c                                                 |
| Rosa Wetrow                                                                         |      | | c                                                 |
| Rosa Zäpfchen                                                                       |      | | n                                                 |
| Rosabec                                                                             |      | | c, d                                              |
| Rosaflora                                                                           |      | Züchter: Hort Seed Mediterrani S.L. | j                                                 |
| Rosalie                                                                             |      | Züchter: Hazera Genetics | j, o                                              |
| Rosalie's Big Rosy                                                                  |      | | c, d                                              |
| Rosalie's Early Orange                                                              |      | | c, d                                              |
| Rosalie's Large Paste                                                               |      | | c, d                                              |
| Rosalie's Paste                                                                     |      | | k                                                 |
| Rosaliesa                                                                           |      | | j, o                                              |
| Rosalin                                                                             |      | Züchter: Sakata Seed Corporation (Jp) | j                                                 |
| Rosalinde                                                                           |      | Züchter: Yissum Research Dev Of The Hebrew University Of Jerusalem (Il) | c, g, h, j                                        |
| Rosalita                                                                            |      | | c, d, e, k                                        |
| Rosaliya                                                                            |      | | j                                                 |
| Rosambra                                                                            |      | Züchter: Hort Seed Mediterrani S.L. | j                                                 |
| Rosamonte                                                                           |      | | j, o                                              |
| Rosamunda                                                                           |      | Züchter: Isi Sementi Spa | j, o                                              |
| Rosanna                                                                             |      | | j                                                 |
| Rosannita                                                                           |      | | j                                                 |
| Rosantea                                                                            |      | Züchter: Hort Seed Mediterrani S.L. | j                                                 |
| Rosario                                                                             |      | | j                                                 |
| Rosarito                                                                            |      | Züchter: Argenta Seeds B.V. | j                                                 |
| Rosatella                                                                           |      | | c                                                 |
| Rosavita                                                                            |      | | j                                                 |
| Roschdestwenskij                                                                    |      | | c                                                 |
| Rose                                                                                |      | Züchter: Alekseev Yurij Borisovich | c, d, g, h, j, k, n, o                            |
| Rosé                                                                                |      | | e, j                                              |
| Rose Beauty                                                                         |      | | c, d                                              |
| Rose Bell                                                                           |      | Züchter: Sakano Hirochika, Kitajima Akiko, Kinoshita Takahiro, Nagata Satoru, Nishikawa Akira, Hirohara Hideo | j, o                                              |
| Rose Chio Mr 13                                                                     |      | | c                                                 |
| Rose De Berne                                                                       |      | Züchter: Domaine Public (Fr) | d, j                                              |
| Rose De Lucerne                                                                     |      | | c, d                                              |
| Rose De Podlaky                                                                     |      | | c, d                                              |
| Rose Dieauze                                                                        |      | | c, d, e                                           |
| Rose Diespelette                                                                    |      | | c, d                                              |
| Rose Le Voyaguer                                                                    |      | | c                                                 |
| Rose Quartz (oder: Rose Quarz)                                                      |      | | c, d, e, f, g, h, k                               |
| Rose Quartz Multiflora                                                              |      | | b, c, d, e, f, n                                  |
| Rose Quartz Oval                                                                    |      | | d                                                 |
| Rose Von Samara                                                                     |      | | n                                                 |
| Roseali                                                                             |      | | j                                                 |
| Roseberg                                                                            |      | | c, d                                              |
| Rosela 07                                                                           |      | Züchter: Z. Achkova, D. Hristova, B. Hadzhidimitrov, Ts. Vachev, Z. Trifonova, M. Radkova | j                                                 |
| Roseli                                                                              |      | | e                                                 |
| Rosella                                                                             |      | Züchter: Enza Zaden B.V. | j                                                 |
| Rosella Crimson                                                                     |      | | c, d                                              |
| Rosella Purple                                                                      |      | | c, d, e                                           |
| Rosemarie                                                                           |      | Züchter: Hazera Genet./Yissum Rese | j, o                                              |
| Rosemary                                                                            |      | | j                                                 |
| Rosenstock                                                                          |      | | c, g, h                                           |
| Rosenstolz                                                                          |      | | f                                                 |
| Roset 100                                                                           |      | | j                                                 |
| Roset 600                                                                           |      | | j                                                 |
| Roseta                                                                              |      | Züchter: Jose Manuel Andujar Y Salvador Soler | j                                                 |
| Rosetano                                                                            |      | | j, o                                              |
| Rosetto                                                                             |      | | j                                                 |
| Rosety                                                                              |      | | j                                                 |
| Roshfor                                                                             |      | Züchter: Dubinin Sergej Vladimirovich, Kirillov Mihail Ivanovich | j                                                 |
| Rosi Mari                                                                           |      | | c, d                                              |
| Rosi Texasa                                                                         |      | | c                                                 |
| Rosie                                                                               |      | Züchter: Sakata Seed Corporation (Jp) | j                                                 |
| Rosii Marunte                                                                       |      | | c, d, n                                           |
| Rosinentomate                                                                       |      | | e                                                 |
| Rosinka                                                                             |      | Züchter: Kondratieva Irina Yurievna, Kandoba Elena Evgenievna | j                                                 |
| Rosita                                                                              |      | Züchter: Ignatova Svetlana Ilyinichna, Gorshkova Nina Sergeevna, Tereshonkova Tatiyana Arkadievna | j                                                 |
| Roskoff                                                                             |      | | c, d                                              |
| Rosof Eder                                                                          |      | | c, d                                              |
| Rosolino                                                                            |      | | j                                                 |
| Rosovij Bulgar                                                                      |      | | e                                                 |
| Rosovij Perzevidnij                                                                 |      | | n                                                 |
| Rosovij Perzewidnij                                                                 |      | | c, e, g, h                                        |
| Rosovij Slon                                                                        |      | | c, f                                              |
| Rosovij Truffel                                                                     |      | | c                                                 |
| Rosovij Zunami                                                                      |      | | m                                                 |
| Rosovji Gigant                                                                      |      | | c                                                 |
| Rosovo Sertse (oder: Rosowo Serdse)                                                 |      | | c, d                                              |
| Rosowaja Gruscha                                                                    |      | | c                                                 |
| Rosowaja Stella                                                                     |      | | c                                                 |
| Rosowji Flamingo                                                                    |      | | c                                                 |
| Rosowji Grjozy                                                                      |      | | c                                                 |
| Rosowji Isumnji                                                                     |      | | c                                                 |
| Rosowji Kilogrammowji                                                               |      | | c                                                 |
| Rosowji Schlem                                                                      |      | | c                                                 |
| Rosowoje Raffaelo                                                                   |      | | c                                                 |
| Ross Red Salad                                                                      |      | | c, d                                              |
| Rossana                                                                             |      | Züchter: Tezier Sa (Fr) | j                                                 |
| Rossanaty                                                                           |      | | j, o                                              |
| Rossano                                                                             |      | | j                                                 |
| Rossellino                                                                          |      | Züchter: Enza Zaden Beheer B.V. | j                                                 |
| Rossera                                                                             |      | | j                                                 |
| Rossetto                                                                            |      | Züchter: S.A.I.S. Societá Agricola Italiana Sementi | j                                                 |
| Rossini                                                                             |      | Züchter: Olter Srl | j                                                 |
| Rosso                                                                               |      | | j                                                 |
| Rosso Acerrano                                                                      |      | Züchter: Cirio Ricerche S.C.P.A. | j                                                 |
| Rosso Conero                                                                        |      | | j                                                 |
| Rosso Cremlin                                                                       |      | | j                                                 |
| Rosso Delta                                                                         |      | Züchter: Tomato Colors Soc. Coop. | j                                                 |
| Rosso Di Togetta                                                                    |      | | c                                                 |
| Rosso Siciliano (oder: Rosso Sicilian)                                              |      | | d, f                                              |
| Rosso Tovel                                                                         |      | | j                                                 |
| Rossodi                                                                             |      | | j                                                 |
| Rossol                                                                              |      | Züchter: Institut National De La Recherche Agronomique (Fr) | c, d, j                                           |
| Rossol Sel La Consulta Inta                                                         |      | | j                                                 |
| Rossy                                                                               |      | | j                                                 |
| Rostaro                                                                             |      | | j                                                 |
| Rostova                                                                             |      | | d                                                 |
| Rostowa                                                                             |      | | c                                                 |
| Rosy Morn                                                                           |      | | c, d                                              |
| Rot-Gelb-Gestreifte Party                                                           |      | | c, m                                              |
| Rot-Gestreifte                                                                      |      | | m                                                 |
| Rotam 1                                                                             |      | | j, o                                              |
| Rotam 2                                                                             |      | | j, o                                              |
| Rotam 3                                                                             |      | | j, o                                              |
| Rotam 4                                                                             |      | | j, o                                              |
| Rotana Ty 3099                                                                      |      | | j                                                 |
| Rotando                                                                             |      | Züchter: Rijk Zwaan Zaadteelt En Zaadhandel Bv (Nl) | j                                                 |
| Rotation                                                                            |      | Züchter: Nunhems B.V. | j, o                                              |
| Rotauge                                                                             |      | | m                                                 |
| Rote Aus Hermannstadt                                                               |      | | c                                                 |
| Rote Aus Irak                                                                       |      | | c                                                 |
| Rote Aus Laibach                                                                    |      | | n                                                 |
| Rote Beere                                                                          |      | | c, g, h                                           |
| Rote Birnchen                                                                       |      | | c                                                 |
| Rote Dattelweintomate                                                               |      | | n                                                 |
| Rote Flaschentomate                                                                 |      | | c                                                 |
| Rote Heidi                                                                          |      | | c, e, g, h                                        |
| Rote Herztomate                                                                     |      | | c, d, n                                           |
| Rote Ingerltomate                                                                   |      | | f                                                 |
| Rote Johannisbeertomate                                                             |      | | m, n                                              |
| Rote Krim                                                                           |      | | c                                                 |
| Rote Murmel                                                                         |      | | c, n                                              |
| Rote Paprikaform Lorenz                                                             |      | | e                                                 |
| Rote Perle                                                                          |      | | c, m                                              |
| Rote Pracht                                                                         |      | | c                                                 |
| Rote Riesen Aus Wien                                                                |      | | c                                                 |
| Rote Russische                                                                      |      | | c                                                 |
| Rote Sarah                                                                          |      | | m                                                 |
| Rote Sibirische Eiertomate                                                          |      | | f                                                 |
| Rote Sissi                                                                          |      | | n                                                 |
| Rote Spitzel                                                                        |      | | c                                                 |
| Rote Traube                                                                         |      | | c, m                                              |
| Rote Traubentomate                                                                  |      | | n                                                 |
| Rote Zora                                                                           |      | | m                                                 |
| Rote Zora Stabtomate                                                                |      | | c                                                 |
| Rote Zum Füllen                                                                     |      | | n                                                 |
| Roteno                                                                              |      | | o                                                 |
| Roteño                                                                              |      | | c, d, j                                           |
| Roteno Andalucia                                                                    |      | | d                                                 |
| Roter Apfel                                                                         |      | | c                                                 |
| Roter Batzen                                                                        |      | | c, m                                              |
| Roter Dattelwein                                                                    |      | | c                                                 |
| Roter Gnom                                                                          |      | | f, g, h                                           |
| Roter Heinz                                                                         |      | | c, n                                              |
| Roter Kürbis                                                                        |      | | c, d, f, n                                        |
| Roter Nil                                                                           |      | | c, e                                              |
| Roter Pfirsich                                                                      |      | | c, e, n                                           |
| Roter Riese                                                                         |      | | n                                                 |
| Roter Rubinius                                                                      |      | | c                                                 |
| Roter Sack                                                                          |      | | c, d                                              |
| Roter Zwerg                                                                         |      | | c, d, g, h                                        |
| Roterno                                                                             |      | Züchter: Rijk Zwaan Zaadteelt En Zaadhandel B.V. | c, j, o                                           |
| Rotes Birnchen                                                                      |      | | e, g, h, m, n                                     |
| Rotes Ei                                                                            |      | | c, n                                              |
| Rotes Herz                                                                          |      | | j, m, n                                           |
| Rotes Lämpchen Von Klüt                                                             |      | | c                                                 |
| Rotes Ochsenherz Aus Irkutsk                                                        |      | | f                                                 |
| Rotes Sibirisches Ei                                                                |      | | c, m                                              |
| Rotfrucht                                                                           |      | | g, h                                              |
| Rotgelb Gestreifte Runde                                                            |      | | c                                                 |
| Rothaut                                                                             |      | | c, e                                              |
| Roti                                                                                |      | | j                                                 |
| Roti Pk                                                                             |      | | j                                                 |
| Rotine                                                                              |      | | j                                                 |
| Rotkäppchen                                                                         |      | Züchter: N.L. Chrestensen, Erfurter Samen- und Pflanzen-Zucht GmbH | c, e, g, h, j, m                                  |
| Rotmistr                                                                            |      | Züchter: Tarasov Yurij Dmitrievich | j                                                 |
| Rotor                                                                               |      | Züchter: Institute Of Vegetable Crops (Rs) | j                                                 |
| Rotorange Galapagos Wildtomate                                                      |      | | c, m                                              |
| Rotundata                                                                           |      | | g, h                                              |
| Rotundifolia                                                                        |      | | g, h                                              |
| Roubi 514                                                                           |      | | j                                                 |
| Roubickovo Pupikate                                                                 |      | | c, d                                              |
| Roubion                                                                             |      | | j                                                 |
| Rouge D'Amagu                                                                       |      | | e                                                 |
| Rouge D'Irak                                                                        |      | | d, f                                              |
| Rouge De Marmande                                                                   |      | | c                                                 |
| Rouge Du Chexbres                                                                   |      | | c, d                                              |
| Rouge Flammée                                                                       |      | | c, d                                              |
| Rougella                                                                            |      | Züchter: Rijk Zwaan Zaadteelt En Zaadhandel B.V. | j                                                 |
| Roughwood Golden Plum                                                               |      | | c, d, e, g, h, k, n                               |
| Roughwood Golden Tiger                                                              |      | | c, d, e, f, g, h                                  |
| Roulette                                                                            |      | Züchter: Ferry Morse Seed Co.(Usa) (Us) | j                                                 |
| Rousich                                                                             |      | | c, d                                              |
| Rouven                                                                              |      | | j                                                 |
| Rovan                                                                               |      | | j                                                 |
| Rovato                                                                              |      | | j                                                 |
| Rovena                                                                              |      | | j                                                 |
| Rovente                                                                             |      | | j                                                 |
| Rover                                                                               |      | Züchter: Isi Sementi Spa | j                                                 |
| Row Pac                                                                             |      | | c, d                                              |
| Rowdy Red                                                                           |      | | d                                                 |
| Roxane                                                                              |      | Züchter: Gautier Semences S.A.S. | j                                                 |
| Roxirom                                                                             |      | | j                                                 |
| Roxlana                                                                             |      | Züchter: May Agro Seed Corp. (Tr) | j                                                 |
| Roxsolana                                                                           |      | | j                                                 |
| Royal 2000                                                                          |      | | j                                                 |
| Royal Ball                                                                          |      | | j                                                 |
| Royal Chico                                                                         |      | Züchter: Petoseed Co.Inc. | c, d, j                                           |
| Royal Chico Vf                                                                      |      | | j                                                 |
| Royal Chico Vfn                                                                     |      | | j                                                 |
| Royal Delight                                                                       |      | | j                                                 |
| Royal Flush                                                                         |      | | g, h                                              |
| Royal Hillbilly                                                                     |      | | c, d                                              |
| Royal Purple                                                                        |      | | c, d                                              |
| Royal Red                                                                           |      | | j                                                 |
| Royal Red Cherry                                                                    |      | | c, d, g, h                                        |
| Royale Des Guineaux                                                                 |      | Züchter: Domaine Public (Fr) | c, d, e, g, h, j                                  |
| Royalty                                                                             |      | Züchter: Zeta Seeds, S.L. | j, o                                              |
| Royesta                                                                             |      | | c, j                                              |
| Royesta F1                                                                          |      | | d                                                 |
| Roza                                                                                |      | | c, d                                              |
| Roza 496                                                                            |      | | j                                                 |
| Roza Bashkirii                                                                      |      | | c, d                                              |
| Roza Tashkenta                                                                      |      | | c, d                                              |
| Roza Vetrov                                                                         |      | Züchter: Zhidkova Valentina Andreevna, Kononov Aleksandr Nikolaevich, Krasnikov Leonid Georgievich | d, j                                              |
| Rozabella                                                                           |      | Züchter: Chavdar Georgiev | j                                                 |
| Rozaletta                                                                           |      | Züchter: Gavrish Sergej Fedorovich, Kapustina Raisa Nikolaevna, Gladkov Dmitrij Sergeevich, Volkov Aleksandr Aleksandrovich, Semenova Anna Nikolaevna, Artemieva Galina Mihajlovna, Filimonova Yuliya Alekseevna, Redichkina Tatiyana Aleksandrovna                                                              | j                                                 |
| Rozalina Rosa                                                                       |      | | j                                                 |
| Rozalina Rossa                                                                      |      | Züchter: Bistra Atanasova, Hristo Georgiev | j                                                 |
| Rozalinda                                                                           |      | Züchter: Zhidkova Valentina Andreevna, Mihed Valentina Stepanovna, Arhipova Tatiyana Petrovna, Groshenko Aleksandr Petrovich, Zvyagintsev Valerij Kirilovich | d, j                                              |
| Rozaliya                                                                            |      | Züchter: Potapov Pavel Nikolaevich, Zizina Yana Fedorovna | j                                                 |
| Rozamarin                                                                           |      | Züchter: Gavrish Sergej Fedorovich, Morev Viktor Vasilievich, Amcheslavskaya Elena Valentinovna, Volok Olga Anatolievna, Nesterovich Arkadij Nikolaevich | j, o                                              |
| Rozamarin Funtovyj                                                                  |      | Züchter: Gavrish Sergej Fedorovich, Kapustina Raisa Nikolaevna, Gladkov Dmitrij Sergeevich, Volkov Aleksandr Aleksandrovich, Semenova Anna Nikolaevna, Artemieva Galina Mihajlovna, Filimonova Yuliya Alekseevna                                                                                                 | j                                                 |
| Rozamax                                                                             |      | Züchter: "Florian" Ood - Ruse (Bg) | j                                                 |
| Rozanna                                                                             |      | Züchter: Ognev Valerij Vladimirovich, Maksimov Sergej Vasilievich, Klimenko Nikolaj Nikolaevich, Kostenko Aleksandr Nikolaevich, Ilyasov Vyacheslav Viktorovich | j                                                 |
| Rozario                                                                             |      | Züchter: Gavrish Sergej Fedorovich, Kapustina Raisa Nikolaevna, Gladkov Dmitrij Sergeevich, Volkov Aleksandr Aleksandrovich, Semenova Anna Nikolaevna, Artemieva Galina Mihajlovna, Filimonova Yuliya Alekseevna, Redichkina Tatiyana Aleksandrovna                                                              | j                                                 |
| Rozbif                                                                              |      | Züchter: Gavrish Sergej Fedorovich, Kapustina Raisa Nikolaevna, Gladkov Dmitrij Sergeevich, Volkov Aleksandr Aleksandrovich, Semenova Anna Nikolaevna, Artemieva Galina Mihajlovna, Filimonova Yuliya Alekseevna, Redichkina Tatiyana Aleksandrovna                                                              | j                                                 |
| Roze                                                                                |      | Züchter: Alekseev Yurij Borisovich | j                                                 |
| Rozella                                                                             |      | | c, d                                              |
| Rozestar                                                                            |      | Züchter: Sakata Seed Corporation (Jp) | j                                                 |
| Rozetta                                                                             |      | Züchter: Ognev Valerij Vladimirovich, Klimenko Nikolaj Nikolaevich, Kostenko Aleksandr Nikolaevich, Sergeev Vladimir Valerievich | j                                                 |
| Rozhdestvenskij                                                                     |      | Züchter: Sedyakov Mihail Valeriyanovich, Kuznetsova Olga Alekseevna | j                                                 |
| Rozi Okrugli                                                                        |      | | c                                                 |
| Rozina                                                                              |      | Züchter: Bistra Atanasova, Hristo Georgiev | j                                                 |
| Rozinda                                                                             |      | | j                                                 |
| Rozmaks                                                                             |      | Züchter: Gavrish Sergej Fedorovich, Kapustina Raisa Nikolaevna, Gladkov Dmitrij Sergeevich, Volkov Aleksandr Aleksandrovich, Semenova Anna Nikolaevna, Artemieva Galina Mihajlovna, Filimonova Yuliya Alekseevna, Redichkina Tatiyana Aleksandrovna                                                              | j                                                 |
| Rozopam                                                                             |      | Züchter: Goryajnova Olga Dmitrievna, Novikov Boris Nikolaevich | j                                                 |
| Rozov Blyan                                                                         |      | Züchter: "Agrogid" Eood - Gotse Delchev (Bg) | j                                                 |
| Rozov Dar                                                                           |      | Züchter: Tsvetelin Yankov | j                                                 |
| Rozova Magiya                                                                       |      | Züchter: Yordanka Tosheva | j                                                 |
| Rozovaia Capelca                                                                    |      | | j, o                                              |
| Rozovaya Andromeda                                                                  |      | Züchter: Mashtakov Aleksej Alekseevich, Mashtakova Anna Harlampievna, Mashtakov Nikolaj Alekseevich, Mashtakova Liliya Ivanovna | j                                                 |
| Rozovaya Krasavitsa                                                                 |      | Züchter: Sedyakov Mihail Valeriyanovich, Kuznetsova Olga Alekseevna | j                                                 |
| Rozovaya Mechta                                                                     |      | Züchter: Gavrish Sergej Fedorovich, Kapustina Raisa Nikolaevna, Gladkov Dmitrij Sergeevich, Volkov Aleksandr Aleksandrovich, Semenova Anna Nikolaevna, Artemieva Galina Mihajlovna, Filimonova Yuliya Alekseevna, Redichkina Tatiyana Aleksandrovna                                                              | j                                                 |
| Rozovaya Stela                                                                      |      | Züchter: Dederko Vladimir Nikolaevich, Postnikova Tatiyana Nikolaevna | j                                                 |
| Rozovaya Stella                                                                     |      | | d, e                                              |
| Rozovaya Svechka                                                                    |      | Züchter: Kachajnik Vladimir Georgievich, Gul'Kin Mihail Nikolaevich, Karmanova Olga Alekseevna, Matyunina Svetlana Vladimirovna | j                                                 |
| Rozovo Chudo                                                                        |      | Züchter: "Florian" Ood Ruse (Bg) | j                                                 |
| Rozovo Sartse                                                                       |      | Züchter: D. Ganeva, G. Pevicharova, S. Masheva, D. Protohristova, V. Yankova-Mihaylova, I. Nikolova | j                                                 |
| Rozovoe Chudo                                                                       |      | Züchter: Panchev Yurij Ivanovich | j                                                 |
| Rozovoe Rafaello                                                                    |      | | d                                                 |
| Rozovoe Serdtse                                                                     |      | Züchter: Maksimov Sergej Vasilievich, Klimenko Nikolaj Nikolaevich, Kostenko Aleksandr Nikolaevich | j                                                 |
| Rozovoe Utro                                                                        |      | Züchter: Dederko Vladimir Nikolaevich, Postnikova Olga Valentinovna | j                                                 |
| Rozovye Gryozy                                                                      |      | | c, d                                              |
| Rozovye Shchechki                                                                   |      | Züchter: Sysina Elena Artemievna, Potapov Yurij Petrovich | j                                                 |
| Rozovyi Flamingo                                                                    |      | | d                                                 |
| Rozovyi Gigant                                                                      |      | | d                                                 |
| Rozovyi Gigant Ukrainskiy                                                           |      | | d                                                 |
| Rozovyi Izumnyi                                                                     |      | | d                                                 |
| Rozovyi Kilogrammovyi                                                               |      | | d                                                 |
| Rozovyi Myod (oder: Rozowy Miod)                                                    |      | | d, f                                              |
| Rozovyi Shlem                                                                       |      | | d                                                 |
| Rozovyi Slon                                                                        |      | | d                                                 |
| Rozovyi Suvenir                                                                     |      | | e                                                 |
| Rozovyi Trufel                                                                      |      | | d                                                 |
| Rozovyi Velikan                                                                     |      | | d                                                 |
| Rozovyj Agat                                                                        |      | Züchter: Ognev Valerij Vladimirovich, Tereshonkova Tatiyana Arkadievna, Klimenko Nikolaj Nikolaevich, Chernova Tatiyana Viktorovna | j                                                 |
| Rozovyj Desert                                                                      |      | Züchter: Gavrish Sergej Fedorovich, Morev Viktor Vasilievich, Amcheslavskaya Elena Valentinovna, Degovtsova Tatiyana Vladimirovna, Volok Olga Anatolievna, Vasilieva Margarita Yurievna | j                                                 |
| Rozovyj Flamingo                                                                    |      | Züchter: Ognev Valerij Vladimirovich, Maksimov Sergej Vasilievich, Klimenko Nikolaj Nikolaevich, Kostenko Aleksandr Nikolaevich | j                                                 |
| Rozovyj Gigant                                                                      |      | Züchter: Vasilevskij Viktor Anatolievich, Nalizhityj Vladimir Maksimovich, Korotkov Sergej Anatolievich, Dynnik Anatolij Vasilievich | j                                                 |
| Rozovyj Glamur                                                                      |      | Züchter: Gavrish Sergej Fedorovich, Kapustina Raisa Nikolaevna, Gladkov Dmitrij Sergeevich, Volkov Aleksandr Aleksandrovich, Semenova Anna Nikolaevna, Artemieva Galina Mihajlovna, Filimonova Yuliya Alekseevna, Redichkina Tatiyana Aleksandrovna                                                              | j                                                 |
| Rozovyj Kit                                                                         |      | Züchter: Ivanova Tatiyana Evgenievna, Vasiliev Yurij Vasilievich | j                                                 |
| Rozovyj Lider                                                                       |      | Züchter: Lukiyanenko Anatolij Nikitovich, Dubinin Sergej Vladimirovich, Dubinina Irina Nikolaevna | j                                                 |
| Rozovyj Med                                                                         |      | Züchter: Dederko Vladimir Nikolaevich, Postnikova Olga Valentinovna | j                                                 |
| Rozovyj Rassvet                                                                     |      | Züchter: Gavrish Sergej Fedorovich, Morev Viktor Vasilievich, Amcheslavskaya Elena Valentinovna, Degovtsova Tatiyana Vladimirovna, Volok Olga Anatolievna, Artemieva Galina Mihajlovna, Redichkina Tatiyana Aleksandrovna                                                                                        | j                                                 |
| Rozovyj Shcherbet                                                                   |      | Züchter: Gavrish Sergej Fedorovich, Morev Viktor Vasilievich, Amcheslavskaya Elena Valentinovna, Degovtsova Tatiyana Vladimirovna, Volok Olga Anatolievna, Vasilieva Margarita Yurievna | j                                                 |
| Rozovyj Slon                                                                        |      | Züchter: Andreeva Evgeniya Nikolaevna, Sysina Elena Artemievna, Nazina Sofiya Luisovna, Bogdanov Kirill Borisovich, Ushakova Mariya Ivanovna | j                                                 |
| Rozovyj Sneg                                                                        |      | Züchter: Tsink Boris Grigorievich, Konovalova Ne'Lya Vladimirovna | j                                                 |
| Rozovyj Son                                                                         |      | Züchter: Alekseev Yurij Borisovich | j                                                 |
| Rozovyj Spam                                                                        |      | Züchter: Alekseev Yurij Borisovich | j                                                 |
| Rozovyj Suvenir                                                                     |      | Züchter: Vasiliev Yurij Vasilievich, Stolpnikova Tamara Vladimirovna | j                                                 |
| Rozovyj Titan                                                                       |      | Züchter: Egiyan Madlena Egishevna, Goryajnova Olga Dmitrievna, Lukiyanenko Oleg Anatolievich | j                                                 |
| Rozovyj Tsar                                                                        |      | Züchter: Lukiyanenko Anatolij Nikitovich, Dubinin Sergej Vladimirovich, Dubinina Irina Nikolaevna | j                                                 |
| Rozy Tekhasa                                                                        |      | | d                                                 |
| Rozzina                                                                             |      | Züchter: Geomarket Ltd. (Gr) | j                                                 |
| Rp 23 2                                                                             |      | | c, d                                              |
| Rpt 1764                                                                            |      | | j                                                 |
| Rpt 1852                                                                            |      | | j                                                 |
| Rs 01648542                                                                         |      | Züchter: Seminis Vegetable Seeds Inc. | j, o                                              |
| Rs 01658654                                                                         |      | Züchter: Seminis Vegetable Seeds Inc. | j, o                                              |
| Rs 2018                                                                             |      | | j                                                 |
| Rs 382164                                                                           |      | | j                                                 |
| Rs 820290                                                                           |      | | j                                                 |
| Rs 83066                                                                            |      | | j                                                 |
| Rt 303                                                                              |      | Züchter: Rootility Ltd | j, o                                              |
| Rt 316                                                                              |      | | j                                                 |
| Rt 352                                                                              |      | | j                                                 |
| Rt 374                                                                              |      | | j                                                 |
| Rt 388                                                                              |      | | j                                                 |
| Rt 392                                                                              |      | | j                                                 |
| Rt Sweety                                                                           |      | | j                                                 |
| Rtb 10                                                                              |      | Züchter: Geosem Select Ltd. | j                                                 |
| Rtb 2                                                                               |      | Züchter: Geosem Select Ltd. | j                                                 |
| Rtb 8                                                                               |      | Züchter: Geosem Select Ltd. | j, o                                              |
| Rtdt 08                                                                             |      | | j                                                 |
| Rtdt 10                                                                             |      | | j                                                 |
| Rtdt 11                                                                             |      | | j                                                 |
| Rtdt 12                                                                             |      | | j                                                 |
| Rtlt 05                                                                             |      | | j                                                 |
| Rtlt 06                                                                             |      | | j                                                 |
| Rtlt 07                                                                             |      | | j                                                 |
| Rts 119                                                                             |      | | j                                                 |
| Rts 142                                                                             |      | | j                                                 |
| Ruano                                                                               |      | Züchter: Meridiem Seeds, S.L. | j, o                                              |
| Rubar                                                                               |      | | j                                                 |
| Rubella                                                                             |      | | j                                                 |
| Rubens                                                                              |      | | j                                                 |
| Rubescens (oder: Lutescent / 2)                                                     |      | | g, h                                              |
| Rubi                                                                                |      | | j                                                 |
| Rubica                                                                              |      | | j                                                 |
| Rubicone                                                                            |      | | j                                                 |
| Rubielos                                                                            |      | Züchter: Intersemillas | j, o                                              |
| Rubigala                                                                            |      | | j, o                                              |
| Rubika                                                                              |      | Züchter: Rijk Zwaan B.V. | j                                                 |
| Rubin                                                                               |      | Züchter: Agri-Saaten GmbH | c, d, g, h, j, o                                  |
| Rubin 7                                                                             |      | | c, d                                              |
| Rubin Pearl                                                                         |      | Züchter: Hild Samen GmbH | j                                                 |
| Rubinchik                                                                           |      | Züchter: Kudryashov Andrej Vasilievich | j                                                 |
| Rubínek                                                                             |      | | j                                                 |
| Rubinka                                                                             |      | | j                                                 |
| Rubino                                                                              |      | | j                                                 |
| Rubino Top                                                                          |      | | j                                                 |
| Rubinovye Zvozdy                                                                    |      | | c                                                 |
| Rubinovyj Kubok                                                                     |      | Züchter: Kfkh Svetlana, 630132, G.Novosibirsk, Ul.Cheliuskintsev, D. 15, K. 32, Russia | j, o                                              |
| Rubinovyj Kulon                                                                     |      | Züchter: Kachajnik Vladimir Georgievich, Gul'Kin Mihail Nikolaevich, Karmanova Olga Alekseevna, Matyunina Svetlana Vladimirovna | j                                                 |
| Rubinovyye Zvozdy                                                                   |      | | e                                                 |
| Rubio                                                                               |      | | j                                                 |
| Rubis                                                                               |      | Züchter: Clause Semences Sa (Fr) | j                                                 |
| Rubistar                                                                            |      | | j                                                 |
| Rubka                                                                               |      | | g, h                                              |
| Rubor                                                                               |      | | c, j                                              |
| Rubro                                                                               |      | Züchter: Western Seed Company | j, o                                              |
| Ruby                                                                                |      | | o                                                 |
| Ruby Falls                                                                          |      | | j                                                 |
| Ruby Gold                                                                           |      | | b, c, d, e, g, h, k                               |
| Ruby Pearl                                                                          |      | | c, d                                              |
| Ruby Rakes Yellow                                                                   |      | | c, d                                              |
| Ruby Red                                                                            |      | Züchter: Peotec Seeds Srl | j                                                 |
| Ruby Treasure                                                                       |      | | c, d                                              |
| Ruby Truss                                                                          |      | Züchter: Frank Francis | j                                                 |
| Rubyvee                                                                             |      | | g, h                                              |
| Rucon                                                                               |      | | j                                                 |
| Rudi                                                                                |      | Züchter: Hebrew Uni/Hazera | j, o                                              |
| Rudolf                                                                              |      | | j                                                 |
| Rudy (oder: Kozula #127)                                                            |      | | e                                                 |
| Ruen                                                                                |      | Züchter: Hristo Atanasov Georgiev | c, d, j                                           |
| Ruffled                                                                             |      | | d                                                 |
| Ruffled Apple                                                                       |      | | c, d                                              |
| Ruffled Orange                                                                      |      | | c, d                                              |
| Ruffled Potato Leaf                                                                 |      | | d                                                 |
| Ruffled Yellow                                                                      |      | Züchter: Domaine Public (Fr) | j                                                 |
| Rufina                                                                              |      | Züchter: Pivovarov Viktor Fedorovich, Kozar' Elena Georgievna, Bespal'Ko Lesya Vladimirovna, Balashova Irina Timofeevna, Pinchuk Elena Vladimirovna, Ursul Nataliya Aleksandrovna | j                                                 |
| Rufus Carrigan's Mexican Pink                                                       |      | | c, d, e, f, g, h                                  |
| Rugantino                                                                           |      | Züchter: Rijk Zwaan Zaadteelt En Zaadhandel Bv (Nl) | j                                                 |
| Rugby                                                                               |      | Züchter: Hristina Georgieva, Chavdar Georgiev | j                                                 |
| Rugby Orange                                                                        |      | | c, d, e, g, h                                     |
| Rügger Boudyou                                                                      |      | | f                                                 |
| Rugisso                                                                             |      | Züchter: Rijk Zwaan Zaadteelt En Zaadhandel B.V. | j, o                                              |
| Rugy                                                                                |      | Züchter: Petoseed Co.Inc. | j                                                 |
| Ruissagh                                                                            |      | | c, d                                              |
| Rum                                                                                 |      | | j                                                 |
| Rumänien                                                                            |      | | n                                                 |
| Rumänische                                                                          |      | | n                                                 |
| Rumänische Fleischtomate                                                            |      | | n                                                 |
| Rumänische Landsorte                                                                |      | | n                                                 |
| Rumänische Tomate                                                                   |      | | n                                                 |
| Rumba                                                                               |      | Züchter: Borowiak Jadwiga, Horodecka Elzbieta, Tkacz Krystina | j                                                 |
| Rumba Ozarowska                                                                     |      | Züchter: Przedsiebiorstwo Nasiennictwa Ogrodniczego I Szkolkarstwa Spolka Akcyjna W Upadlosci Likwidacyjnej | c, d, j                                           |
| Rumba Ozharovska                                                                    |      | Züchter: Borowiak Jadwiga, Horodecka Elzbieta, Tkacz Krystina | j                                                 |
| Rumba Ozharovskaia                                                                  |      | Züchter: Pnos Przedsiebiorstwo Nasiennictwa Ogrodniczego I Szkolkarstwa 05 850 Ozarow Mazowiecki, Ul.Zeromskiego 3, Poland | j, o                                              |
| Rumcajs                                                                             |      | Züchter: Instytut Warzywnictwa Im. Emila Chroboczka \Przedsiebiorstwo Nasiennictwa Ogrodniczego I Szkolkarstwa Spolka Akcyjna W Upadlosci Likwidacyjnej \Polska Hodowla I Nasiennictwo Roslin Ogrodniczych Iwarz-Pnos Sp. Z O.O.                                                                                 | j                                                 |
| Rumi Banjan                                                                         |      | | c, d                                              |
| Rumtsajs                                                                            |      | Züchter: Pnos Przedsiebiorstwo Nasiennictwa Ogrodniczego I Szkolkarstwa 05 850 Ozarow Mazowiecki, Ul.Zeromskiego 3, Poland | j, o                                              |
| Rumyana                                                                             |      | Züchter: Gavrish Sergej Fedorovich, Kapustina Raisa Nikolaevna, Gladkov Dmitrij Sergeevich, Volkov Aleksandr Aleksandrovich, Semenova Anna Nikolaevna, Artemieva Galina Mihajlovna, Filimonova Yuliya Alekseevna, Redichkina Tatiyana Aleksandrovna                                                              | j                                                 |
| Rumyanets                                                                           |      | Züchter: Hovrin Aleksandr Nikolaevich, Maksimov Sergej Vasilievich, Tereshonkova Tatiyana Arkadievna, Kostenko Aleksandr Nikolaevich | j                                                 |
| Rumyanyj Bok                                                                        |      | Züchter: Nastenko Nataliya Viktorovna, Kachajnik Vladimir Georgievich, Gul'Kin Mihail Nikolaevich | j                                                 |
| Runato                                                                              |      | | j                                                 |
| Rund Tr                                                                             |      | | n                                                 |
| Runde Peh Orange                                                                    |      | | c, m                                              |
| Runde Peh Rot (oder: Runde Peh Red)                                                 |      | | c, m                                              |
| Runner                                                                              |      | Züchter: Leen De Mos Groentezaden B.V. | j, o                                              |
| Runzeltomate                                                                        |      | | c                                                 |
| Rupert                                                                              |      | | j                                                 |
| Ruphus                                                                              |      | | j                                                 |
| Ruptilis                                                                            |      | | g, h                                              |
| Ruslan                                                                              |      | Züchter: Guseva Lyudmila Ivanovna, Nikulaesh Mihail Dmitrievich, Kachajnik Vladimir Georgievich | c, d, j                                           |
| Russia                                                                              |      | | d                                                 |
| Russian 117                                                                         |      | | c, d, f, k                                        |
| Russian 33                                                                          |      | | d                                                 |
| Russian Annie                                                                       |      | | c, d                                              |
| Russian Apple Tree                                                                  |      | | d                                                 |
| Russian Big Roma                                                                    |      | | c, d, k                                           |
| Russian Bogatyr                                                                     |      | | d, e, g, h                                        |
| Russian Cherry                                                                      |      | | c, d                                              |
| Russian Chocolate                                                                   |      | | d                                                 |
| Russian Cossack                                                                     |      | | c, d, f                                           |
| Russian Currant                                                                     |      | | d                                                 |
| Russian Dagger                                                                      |      | | d                                                 |
| Russian Giant                                                                       |      | | g, h                                              |
| Russian Green                                                                       |      | | c, d                                              |
| Russian Heart                                                                       |      | | c, d                                              |
| Russian Lime                                                                        |      | | d, k                                              |
| Russian Persimmon                                                                   |      | | d, b, e, g, h                                     |
| Russian Prince George                                                               |      | | c, d                                              |
| Russian Queen                                                                       |      | | c, d, e, f                                        |
| Russian Red                                                                         |      | | c, d                                              |
| Russian Rose                                                                        |      | | c, d, e, g, h, k                                  |
| Russian Saskatchewan                                                                |      | | c, d                                              |
| Russian Sicilian Togetta                                                            |      | | c                                                 |
| Russian South                                                                       |      | | c, d                                              |
| Russian Stripe                                                                      |      | | d                                                 |
| Russian Yellow                                                                      |      | | c, d                                              |
| Russians (oder: Cj's)                                                               |      | | c, d                                              |
| Russie 3                                                                            |      | | c, d                                              |
| Russin                                                                              |      | | c                                                 |
| Russische Fleischtomate                                                             |      | | c                                                 |
| Russische Gelbe Riesen                                                              |      | | n                                                 |
| Russische Reisetomate                                                               |      | | c                                                 |
| Russische Schönheit (oder: Russian Beauty. Russkaja Krasaviza. Russkaya Krasavitsa) |      | | c, d, j, n                                        |
| Russische Schwarze (oder: Schwarze Russische. Russian Black)                        |      | | c, d, m, n                                        |
| Russische Tomate (oder: Russische. Russian. Russe)                                  |      | Züchter: Domaine Public (Fr) | c, d, g, h, j, n                                  |
| Russischer Apfel (oder: Russian Apple)                                              |      | | c, d                                              |
| Russischer Recke                                                                    |      | | c                                                 |
| Russisches Äpfelchen                                                                |      | | f                                                 |
| Russisches Ochsenherz (oder: Russian Oxheart)                                       |      | | d, n                                              |
| Russkaya Dusha (oder: Russkaja Dusha. Russkaia Dusha)                               |      | Züchter: Ugarova Svetlana Viktorovna, Dederko Vladimir Nikolaevich, Postnikova Tatiyana Nikolaevna. Kfkh Svetlana, 630132, G.Novosibirsk, Ul.Cheliuskintsev, D. 15, K. 32, Russia | c, d, e, j, o                                     |
| Russkaya Imperiya                                                                   |      | Züchter: Lukiyanenko Anatolij Nikitovich, Dubinin Sergej Vladimirovich, Dubinina Irina Nikolaevna | j                                                 |
| Russkie Chastushki                                                                  |      | Züchter: Gavrish Sergej Fedorovich, Morev Viktor Vasilievich, Amcheslavskaya Elena Valentinovna, Degovtsova Tatiyana Vladimirovna, Volok Olga Anatolievna, Artemieva Galina Mihajlovna, Redichkina Tatiyana Aleksandrovna                                                                                        | j                                                 |
| Russkii Farschirowogni                                                              |      | | c                                                 |
| Russkij Bogatyr                                                                     |      | Züchter: Korochkin Vladislav Leontievich, Nalizhityj Vladimir Maksimovich, Korotkov Sergej Anatolievich, Dynnik Anatolij Vasilievich, Iliev Petr Borisovich | j                                                 |
| Russkij Geroj                                                                       |      | Züchter: Lukiyanenko Anatolij Nikitovich, Dubinin Sergej Vladimirovich, Dubinina Irina Nikolaevna | j                                                 |
| Russkij Gostinets                                                                   |      | Züchter: Kachajnik Vladimir Georgievich, Chernaya Viktoriya Viktorovna, Kandoba Aleksej Viktorovich | j                                                 |
| Russkij Rasmer Rosowji                                                              |      | | c                                                 |
| Russkij Razmer                                                                      |      | Züchter: Gavrish Sergej Fedorovich, Morev Viktor Vasilievich, Amcheslavskaya Elena Valentinovna, Degovtsova Tatiyana Vladimirovna, Volok Olga Anatolievna | j                                                 |
| Russkij Stil                                                                        |      | Züchter: Ignatova Svetlana Ilyinichna, Gorshkova Nina Sergeevna, Tereshonkova Tatiyana Arkadievna | j                                                 |
| Russkij Tsar                                                                        |      | Züchter: Lukiyanenko Anatolij Nikitovich, Dubinin Sergej Vladimirovich, Dubinina Irina Nikolaevna | j                                                 |
| Russkij Vityaz                                                                      |      | Züchter: Lukiyanenko Anatolij Nikitovich, Dubinin Sergej Vladimirovich, Dubinina Irina Nikolaevna | j                                                 |
| Russkij Vkus                                                                        |      | Züchter: Gavrish Sergej Fedorovich, Morev Viktor Vasilievich, Amcheslavskaya Elena Valentinovna, Volok Olga Anatolievna | j                                                 |
| Russkiy Razmer Rozovyi                                                              |      | | d                                                 |
| Russkiy Velikan Rozovyi                                                             |      | | d                                                 |
| Russkiy Velikan Zheltyi                                                             |      | | d                                                 |
| Russo Polonaise                                                                     |      | | c, d                                              |
| Russo Sicilian Toggeta                                                              |      | Reifezeit: 75 Tag | d, k                                              |
| Rustica                                                                             |      | | g, h                                              |
| Rustico                                                                             |      | | j, o                                              |
| Rustiko                                                                             |      | Züchter: Gavrish Sergej Fedorovich, Morev Viktor Vasilievich, Amcheslavskaya Elena Valentinovna, Degovtsova Tatiyana Vladimirovna, Volok Olga Anatolievna, Gladkov Dmitrij Sergeevich, Volkov Aleksandr Aleksandrovich, Semenova Anna Nikolaevna, Artemieva Galina Mihajlovna, Redichkina Tatiyana Aleksandrovna | j                                                 |
| Rustrel                                                                             |      | Züchter: France Graines (Fr) | j                                                 |
| Rusty                                                                               |      | | j                                                 |
| Rutger's                                                                            |      | Reifezeit: 75 Tage. | c, d, g, h, i (31. August 2016), j, no, o         |
| Rutger's Improved                                                                   |      | | c, d, k                                           |
| Rutger's Original Strain                                                            |      | | c, d                                              |
| Rutger's Select                                                                     |      | | c, d                                              |
| Rutger's Space Select                                                               |      | | d                                                 |
| Rutger's Vf                                                                         |      | | c, d                                              |
| Rutger's Yellow                                                                     |      | | c, d                                              |
| Ruth                                                                                |      | Züchter: Sakata Seed America Inc (Us) | j, o                                              |
| Ruth's Candy Stripe                                                                 |      | | c, d                                              |
| Ruth's Perfect                                                                      |      | | b, c, d, e, g, h, k, n                            |
| Ruthje                                                                              |      | Züchter: Ulrike Behrendt (Oldendorfer Saatzucht) | c, j                                              |
| Rutilance                                                                           |      | Züchter: Monsanto Vegetable Ip Management B.V. | j, o                                              |
| Rutuliai                                                                            |      | Züchter: Lietuvos Agrariniu Ir Mišku Mokslu Centro Filialas Sodininkystes Ir Daržininkystes Institutas | j, o                                              |
| Ruxandra                                                                            |      | Züchter: Agrosel S.R.L. | j                                                 |
| Ruzha                                                                               |      | Züchter: Respublikanskoe Nauchno Proizvodstvennoe Dochernee, Unitarnoe Predpriiatie Institut Ovoshchevodstva, 220028, G.Minsk, Ul.Maiakovskogo, 127A, Belarus | j, o                                              |
| Ruzovy Ker                                                                          |      | | g, h                                              |
| Rwc's Old Time                                                                      |      | | c, d                                              |
| Rx 514795                                                                           |      | | j                                                 |
| Ryabchik                                                                            |      | | e                                                 |
| Ryabinovye Busy                                                                     |      | Züchter: Maksimov Sergej Vasilievich, Tereshonkova Tatiyana Arkadievna, Klimenko Nikolaj Nikolaevich | j                                                 |
| Ryabinushka                                                                         |      | Züchter: Nastenko Nataliya Viktorovna, Kachajnik Vladimir Georgievich, Gul'Kin Mihail Nikolaevich | j                                                 |
| Ryan                                                                                |      | Züchter: Syngenta Crop Protection Ag | j                                                 |
| Rybka 52                                                                            |      | | g, h                                              |
| Rychanskij                                                                          |      | Züchter: Avdeev Yurij Ivanovich, Ivanova Lyudmila Mihajlovna, Shcherbinin Boris Matveevich, Ivanova Elena Ivanovna | j                                                 |
| Ryciai                                                                              |      | Züchter: Lietuvos Agrariniu Ir Mišku Mokslu Centro Filialas Sodininkystes Ir Daržininkystes Institutas | j, o                                              |
| Ryouen                                                                              |      | | j                                                 |
| Ryouen Ex                                                                           |      | | j                                                 |
| Ryton                                                                               |      | Züchter: Plantico Hodowla I Nasiennictwo Ogrodnicze Zielonki Sp. Z O.O. | c, d, j                                           |
| Rytsar                                                                              |      | Züchter: Dubinin Sergej Vladimirovich, Kirillov Mihail Ivanovich | j                                                 |
| Ryugen                                                                              |      | Züchter: Gavrish Sergej Fedorovich, Kapustina Raisa Nikolaevna, Gladkov Dmitrij Sergeevich, Volkov Aleksandr Aleksandrovich, Semenova Anna Nikolaevna, Artemieva Galina Mihajlovna, Filimonova Yuliya Alekseevna                                                                                                 | j                                                 |
| Ryugyoku                                                                            |      | Züchter: Yamakawa Kunio, Kuniyasu Katsuto, Yasui Hideo, Kuriyama Takashi, Mochizuki Tatsuya, Komochi Shoji, Hida Kenichi | j, o                                              |
| Ryurik                                                                              |      | Züchter: Gavrish Sergej Fedorovich, Kapustina Raisa Nikolaevna, Gladkov Dmitrij Sergeevich, Volkov Aleksandr Aleksandrovich, Semenova Anna Nikolaevna, Artemieva Galina Mihajlovna, Filimonova Yuliya Alekseevna, Redichkina Tatiyana Aleksandrovna                                                              | j                                                 |
| Ryzhik                                                                              |      | Züchter: Gavrish Sergej Fedorovich, Morev Viktor Vasilievich, Amcheslavskaya Elena Valentinovna | j                                                 |
| Rz 72602                                                                            |      | Züchter: Rijk Zwaan B.V. | j                                                 |